# Architektur der Renaissance

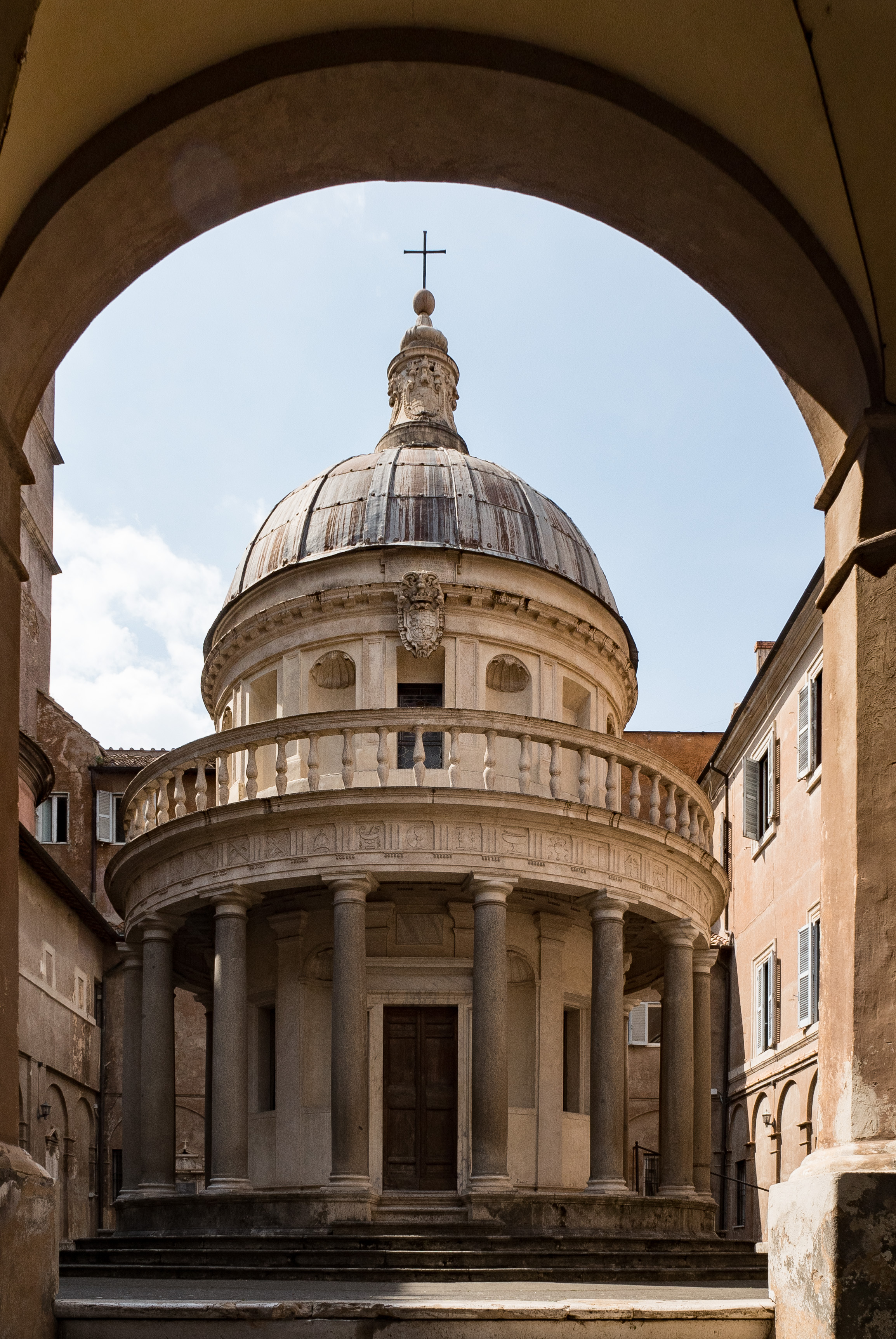
Tempietto di Bramante, Rom, 1502

Die Architektur der Renaissance ist die Architektur des Zeitraums zwischen dem frühen 15. und späten 16. Jahrhundert in verschiedenen Regionen Europas, die bewusst ein Wiederbeleben und Weiterentwickeln bestimmter Elemente der römischen Antike anstrebte. Die klassische griechische Architektur ging der römischen Architektur voraus, wurde aber von den Architekturtheoretikern der Renaissance ignoriert bzw. war ihnen kaum bekannt. Stilgeschichtlich folgte die Architektur der Renaissance auf die gotische Architektur und wurde abgelöst von der Barock-Architektur. Zuerst in Florenz mit Filippo Brunelleschi als ihrem bedeutendsten Schöpfer entwickelt, breitete sich der Renaissance-Stil schnell auf andere italienische Städte aus. Der Stil gelangte zu unterschiedlichen Zeiten und mit unterschiedlicher Wirkung in das europäische Ausland wie Frankreich, Deutschland, England oder Russland.
Der Renaissancestil betont die Symmetrie, die Proportion und die Anordnung der Bauteile, wie sie in der Architektur des Alten Roms in vielen erhaltenen Bauwerken zu sehen war.

## Geschichte
Das Wort „Renaissance“ stammt vom italienischen Ausdruck „la rinascita“ für „die Wiedergeburt“. Es wurde in Giorgio Vasaris Vite de' più eccellenti architetti, pittori, et scultori Italiani (Künstler der Renaissance, 1550–1568) erstmals als Ausdruck für eine Kunstepoche verwendet.
Der Ausdruck „Renaissance“ wurde vom französischen Historiker Jules Michelet geprägt, der ihn von Jacob Burckhardt kannte, dessen Buch Die Kultur der Renaissance in Italien von 1860 zum Standardwerk zur Interpretation der italienischen Renaissance wurde.
Der Bildband mit maßstabsgerechten Zeichnungen Édifices de Rome moderne; ou, Recueil des palais, maisons, églises, couvents et autres monuments (Die Bauten des modernen Roms), um 1840 erstmals veröffentlicht, spielte eine bedeutende Rolle für das wiedererstarkte Interesse an dieser Periode.

## Die Hauptphase
In der Fachliteratur wird die Renaissance in Italien in drei Phasen gegliedert. Wenn Kunsthistoriker von der Frührenaissance reden, schließen sie die Literatur (zum Beispiel Francesco Petrarcas), Malerei und Bildhauerei des 14. Jahrhunderts Italiens mit ein. Letztendlich meint der Begriff „Renaissance“ unter Architekturhistorikern die Periode von 1420 bis ca. 1525, mit später folgenden Ausprägungen im europäischen Ausland.
In der Fachliteratur finden sich folgende Einteilungen:

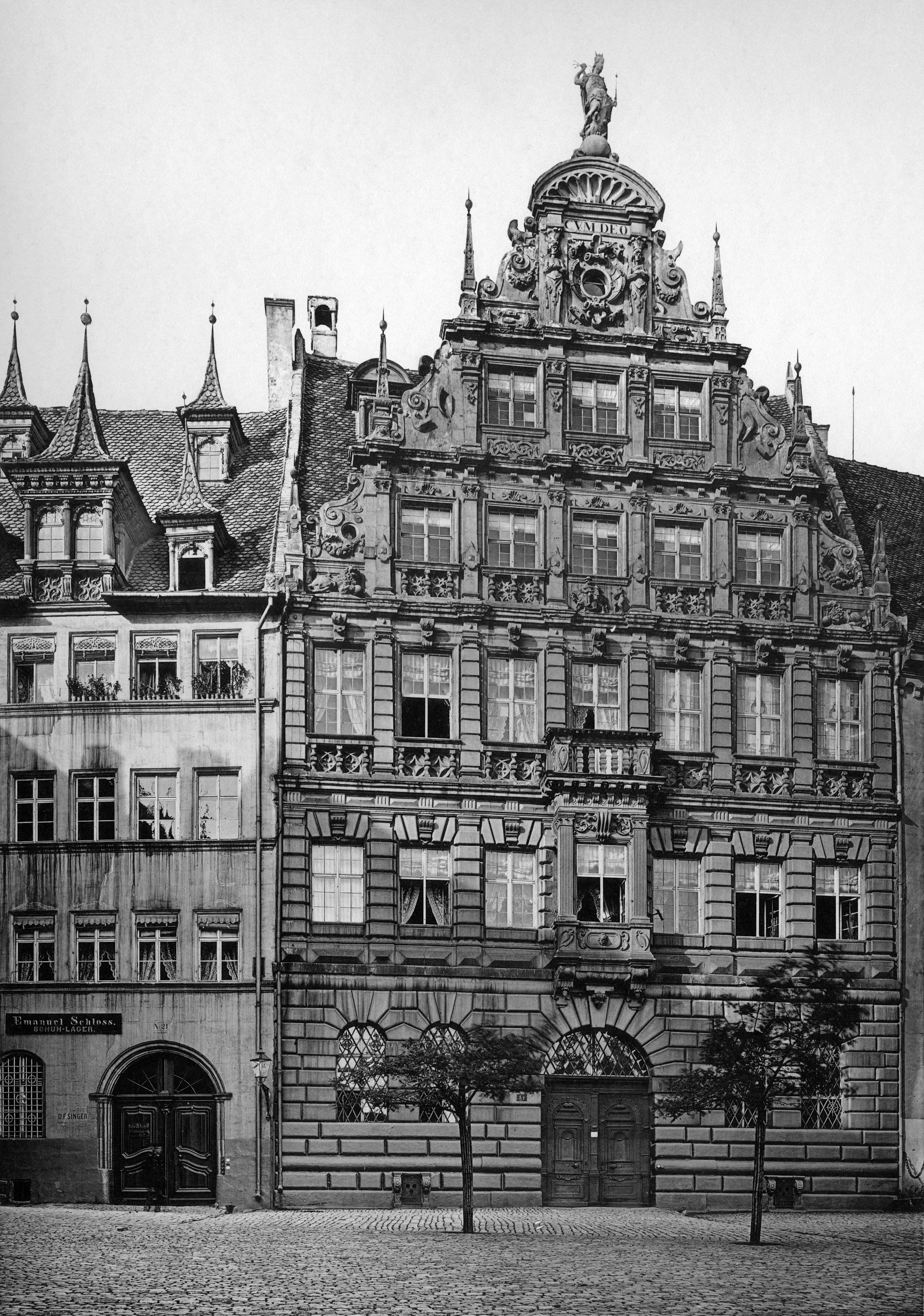
Die Fassade des Pellerhauses in Nürnberg von 1605 galt bis zu ihrer Zerstörung 1945 als eine der bedeutendsten profanen Renaissancefassaden. Sie kann zur Phase des Manierismus gezählt werden.

- Renaissance (ca. 1400–1500); besser bekannt als Quattrocento[3] oder auch Frührenaissance[4]
- Hochrenaissance (ca. 1500–1525)
- Manierismus (ca. 1520–1600)

Das Quattrocento (Frührenaissance)
Im Quattrocento wurde das grundlegende Konzept der architektonischen Ordnungen entwickelt, und die Regeln sind festgelegt (siehe weiter unten: Hauptmerkmale der Renaissance-Architektur). Die Studien der römischen Bauwerke führten zur Einbeziehung und Übernahme der altrömischen Vorbilder wie der Säulenordnung, der Ornamentik und weiterer Details.
Der Raum als das Element der Architektur wurde anders behandelt als im Mittelalter. Er wurde klar strukturiert durch Proportionssysteme, seine Form in Länge, Breite und Höhe geometrisch definiert, seine Bauteile, etwa Wände durch Pilaster oder Lisenen, rhythmisiert. Ein frühes Beispiel ist die Basilika di San Lorenzo in Florenz durch Filippo Brunelleschi (1377–1446).
Die Hochrenaissance
Während der Hochrenaissance reiften die Architekturkonzepte aus, immer noch wesentlich von den altrömischen Vorbildern abgeleitet, und wurden mit immer größerer Sicherheit angewendet. Der bekannteste Architekt jener Zeit war Bramante (1444–1514), dem meisterhaft die Neuinterpretation der (römischen) Antike in zeitgenössischer Architektur gelang. Sein Tempietto (1503) verweist deutlich auf die altrömischen Rundtempel. Er hielt sich dabei streng an die antiken Vorbilder, was die Gestaltung der Säulen, der Fassaden usw. betraf. Der von ihm definierte Stil prägte die Architektur im Italien des 16. Jahrhunderts.
Der Manierismus
In der manieristischen Periode experimentierten die Architekten mit den Formen, um die räumlichen Beziehungen künstlerischer und freier herauszuarbeiten. Das Ideal der Renaissance von der Harmonie machte den Weg frei für den spielerischen und auf Wirkung ausgerichteten Umgang mit dem Rhythmus. Der bekannteste Architekt, der als Hauptvertreter des Manierismus gilt, ist Michelangelo (1475–1564), dem die Erfindung der Kolossalordnung zugeschrieben wird. Seine Pilaster für das Kapitol in Rom reichen vom Fuß der Fassade bis zum Dachgesims.
Vor dem 20. Jahrhundert hatte der Ausdruck Manierismus eine abschätzige Bedeutung, heute bezeichnet er die Zeitphase ohne eine Wertung.
Von der Renaissance zum Barock
Als sich der neue Stil über Italien hinaus ausbreitete, verstanden andere europäische Länder den Stil als eine Art Frührenaissance und entwickelten schnell eine veränderte Formensprache, noch bevor sie die ersten Bauten im Renaissancestil errichteten. Jedes Land ließ dabei seine eigenen, regionalen Traditionen in diesen neuen Stil einfließen, und so fanden die dortigen Renaissancebauten höchst unterschiedliche Ausprägungen.
Innerhalb Italiens gestaltete sich der Wandel von der Renaissance-Architektur zum Manierismus als weicher Übergang mit einer breiten Palette des künstlerischen Ausdrucks, wie es an den Werken von Michelangelo, Giulio Romano und Andrea Palladio abzulesen ist. Besonders Romanos Palazzo de Té in Mantua gibt bereits deutliche Gestaltungselemente für den Barock vor.
Außerhalb Italiens war die Barock-Architektur schneller formuliert und in gebauter Form realisiert als der Renaissancestil, wie an signifikanten Bauwerken in Mexiko und den Philippinen. zu erkennen ist.

## Die Hauptmerkmale der Renaissance-Architektur

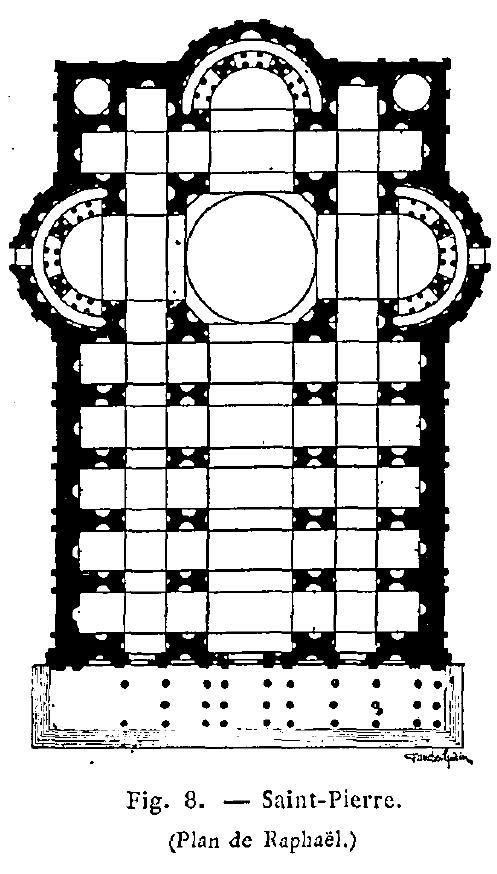
Raffaels unausgeführter Plan für den Petersdom

Augenfällig werden die wesentlichen Gestaltungselemente der römischen Antike von den Renaissancearchitekten übernommen. Aber die Formen und Nutzungen der Gebäude haben sich über die Zeit hin gewandelt, das gilt auch für die Stadtstruktur. So waren die frühesten Bauwerke der Renaissance Kirchen, ein Bautypus, den die alten Römer so nie gebaut haben, denn ihre Tempel dienten nicht als Versammlungsort der Gläubigen. Auch gab es keine Vorbilder für die Gestaltung von weitaus größer gewordenen Städten, mit starker Prägung durch den europaweiten Handel. Freilich gab es kaum Bedarf mehr für öffentliche Bäder, wie sie in den altrömischen Städten gang und gäbe waren. Die alten Ordnungen wurden analysiert und neu und verändert rekonstruiert, um neuen Bestimmungen zu dienen.
Der Grundriss
Die Grundrisse von Renaissancebauten wurden meist rechtwinklig und symmetrisch organisiert, ihre Proportionen üblicherweise durch ein Modul abgeleitet. In der Kirche konnte sich das Modul als Tiefe der Seitenschiffe zeigen oder als ein festgelegtes Maß; dafür sind die zeitgenössischen Längenmaße (Fuß, Elle etc.) zu beachten. Neu im Entwurf war, dass der Grundriss und die Fassade sich gegenseitig bedingten und nicht losgelöst voneinander betrachtet wurden. Diesen Anspruch formulierte Filippo Brunelleschi als erster, ohne diesem in seinen eigenen Werken immer gerecht zu werden. Der erste Architekt, dem dies gelang, war Alberti mit Sant Andrea in Mantua. Im nichtkirchlichen Bereich setzte Palladio mit seinen Villenentwürfen den Höhepunkt im 16. Jahrhundert.
Die Fassade
Die Fassaden wurden symmetrisch über ihre vertikale Achse gestaltet. Kirchenfassaden erhielten Ziergiebel, ergänzt mit Pilastern, Bögen und Säulengebälk. Die Fassadengestaltung sollte den Blick des Betrachters auf das Zentrum lenken.
Die erste echte Renaissancefassade war die der Kathedrale von Pienza (1459–1462), die vom Florentiner Architekten Bernardo Gambarelli (genannt Rossellino) mit vermuteter deutlicher Unterstützung von Alberti gestaltet wurde.
Wohnhäuser erhielten meist auskragende Dachgesimse. Die Stadtpaläste der führenden Familien hatten außen eine steinerne Sitzbank, die ringsum geführt wurde, auf der Bittsteller um eine Audienz bei den hochgestellten Hausherren nachsuchten. Mittig befand sich das Eingangsportal, betont durch einen darüber befindlichen Wandschmuck oder Balkon. Die Fassade, meist dreigeschossig, zierte im Erdgeschoss die sogenannte Rustika, ein grober Verputz, der raues Gestein darstellte, darüber im ersten Obergeschoss das piano nobile, das die aufwändigere und feinere Gestaltung erhielt. Darüber befand sich das Mezzaningeschoss, das deutlich weniger aufwendig gestaltet wurde, niedrigere Raumhöhen hatte usw. und den Dienstboten zugedacht war. Das früheste und oft kopierte Beispiel war die Fassade für den Palazzo Rucellai (1446 bis 1451) in Florenz, ein Werk Albertis mit drei Reihen von Pilastern.

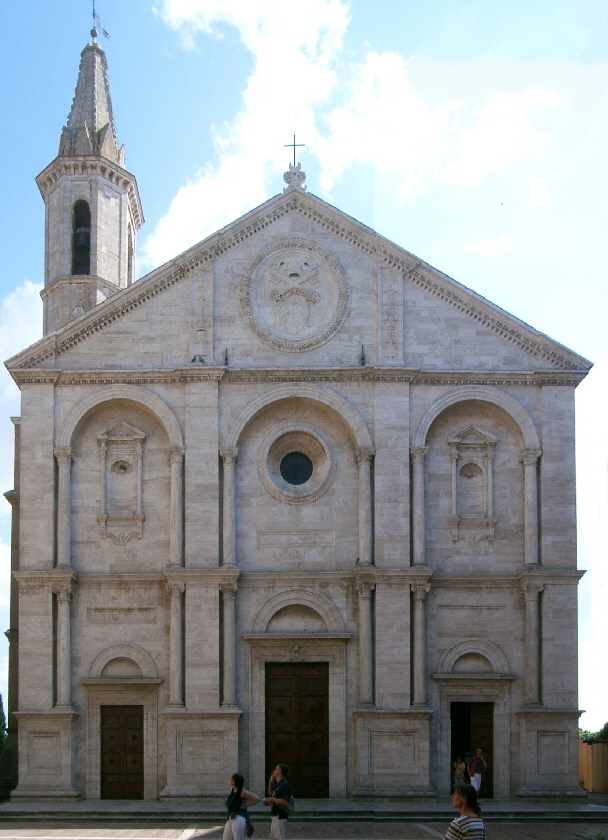
Santa Maria Assunta (Pienza), von Bernardo Rossellino, 1459–1462
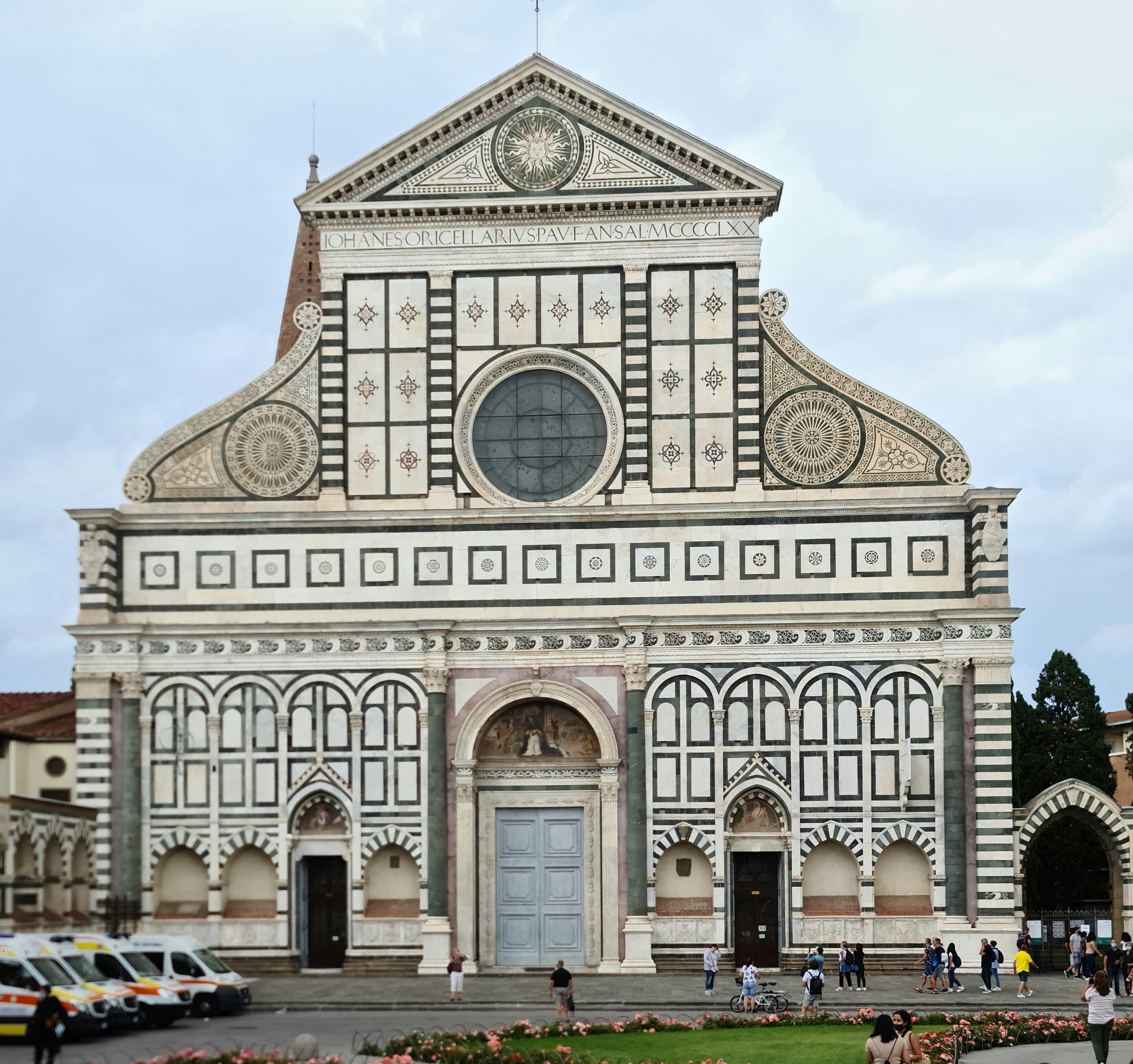
Santa Maria Novella (Florenz) mit Marmorfassade (1456–1470) von Leon Battista Alberti
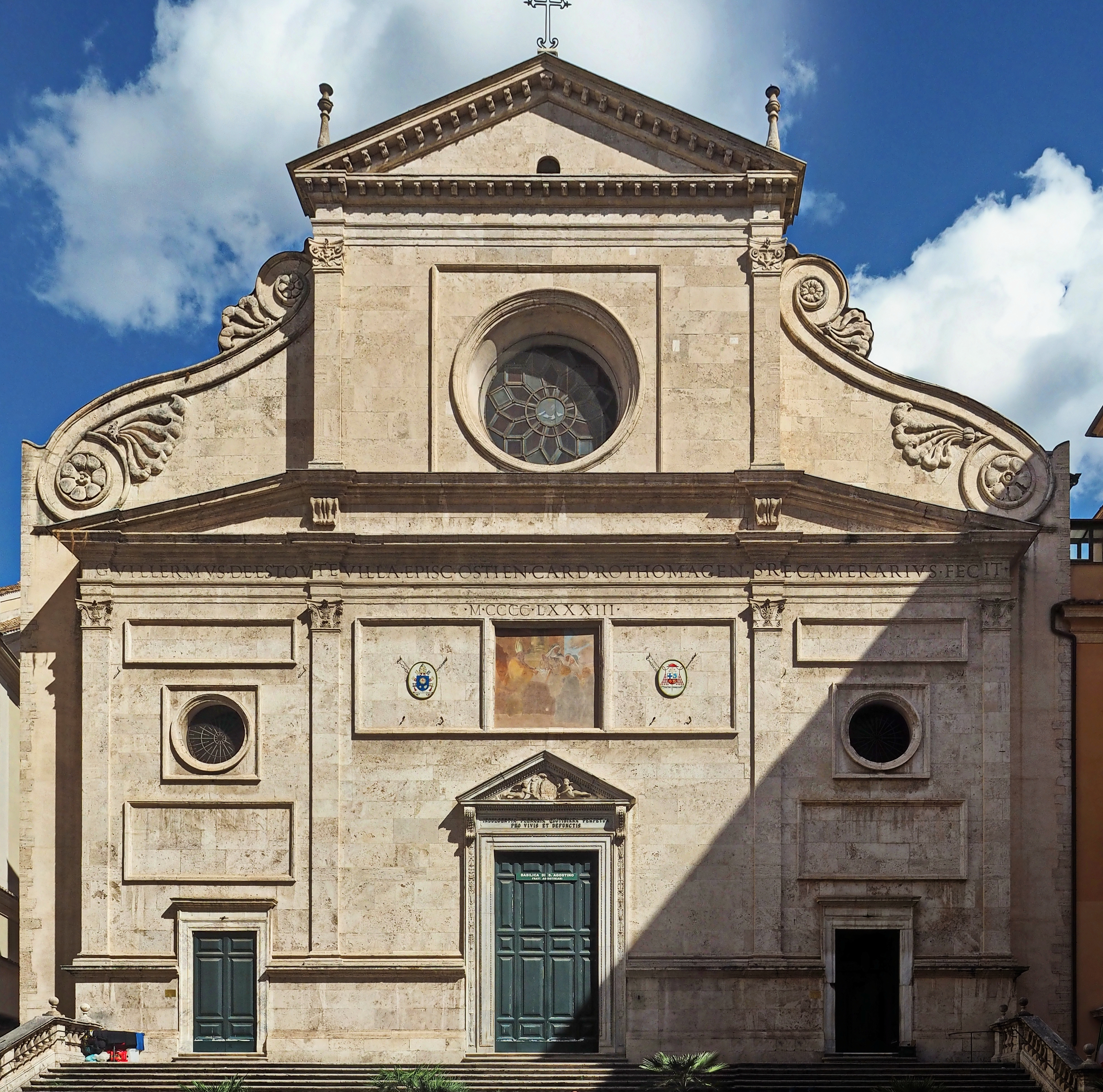
Sant’Agostino (Rom), gotischer Kirchenbau mit 1483 vollendeter Fassade

Säulen und Pilaster

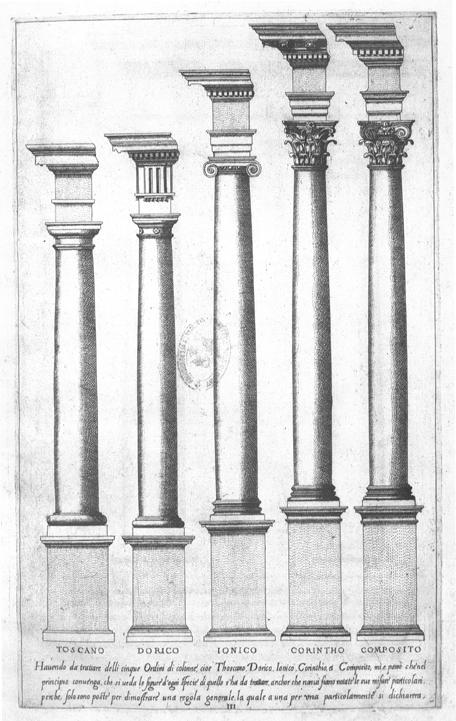
Die fünf Ordnungen, aus Vignolas Regole delle cinque ordini d’architettura

Die Säulenordnung, bestehend aus der toskanischen, dorischen, ionischen, korinthischen und kompositen Ordnung, wurde von den Alten Römern übernommen. Die Säulen trugen Arkaden, Architrave wurden aber als Pilaster bzw. Lisenen auch mit nur rein dekorativer Funktion eingesetzt, wie beispielsweise am Palazzo Ruccelai. Die Architekten benutzten Säulen und Pilaster als ein feststehendes, geregeltes System. Brunelleschi gestaltete als erster mit Säulen in seinem Ospedale und mit Pilastern in der Alten Sakristei in San Lorenzo (1421–1440).
Die Bögen
Bögen bestanden aus Halbkreisen oder waren aus Kreissegmenten zusammengesetzte Ovale, etwa im Manierismus. Sie trugen Arkaden, gestützt von Pfeilern oder Säulen mit Kapitellen und wurden auch als Fensterabschluss eingesetzt. Die Gestaltung der Bögen korrespondierte mit dem Gebälk aus der Säulenordnung. Alberti setzte erstmals Bögen mit monumentaler Wirkung bei Sant’Andrea in Mantua ein.
Das Gewölbe
Die Gewölbe der Renaissance haben keine Rippen. Sie bestehen aus Halbkugeln oder Kugelsegmenten, im Grundriss basieren sie auf einem Quadrat, während in der Gotik Gewölbe überwiegend auf rechteckigem Grundriss mit Kreuzrippengewölbe ausgeführt wurden. Das Tonnengewölbe wurde durch Alberti wieder in das Architektenvokabular aufgenommen, wie seine Sant’Andrea in Mantua zeigt.
Kuppeln

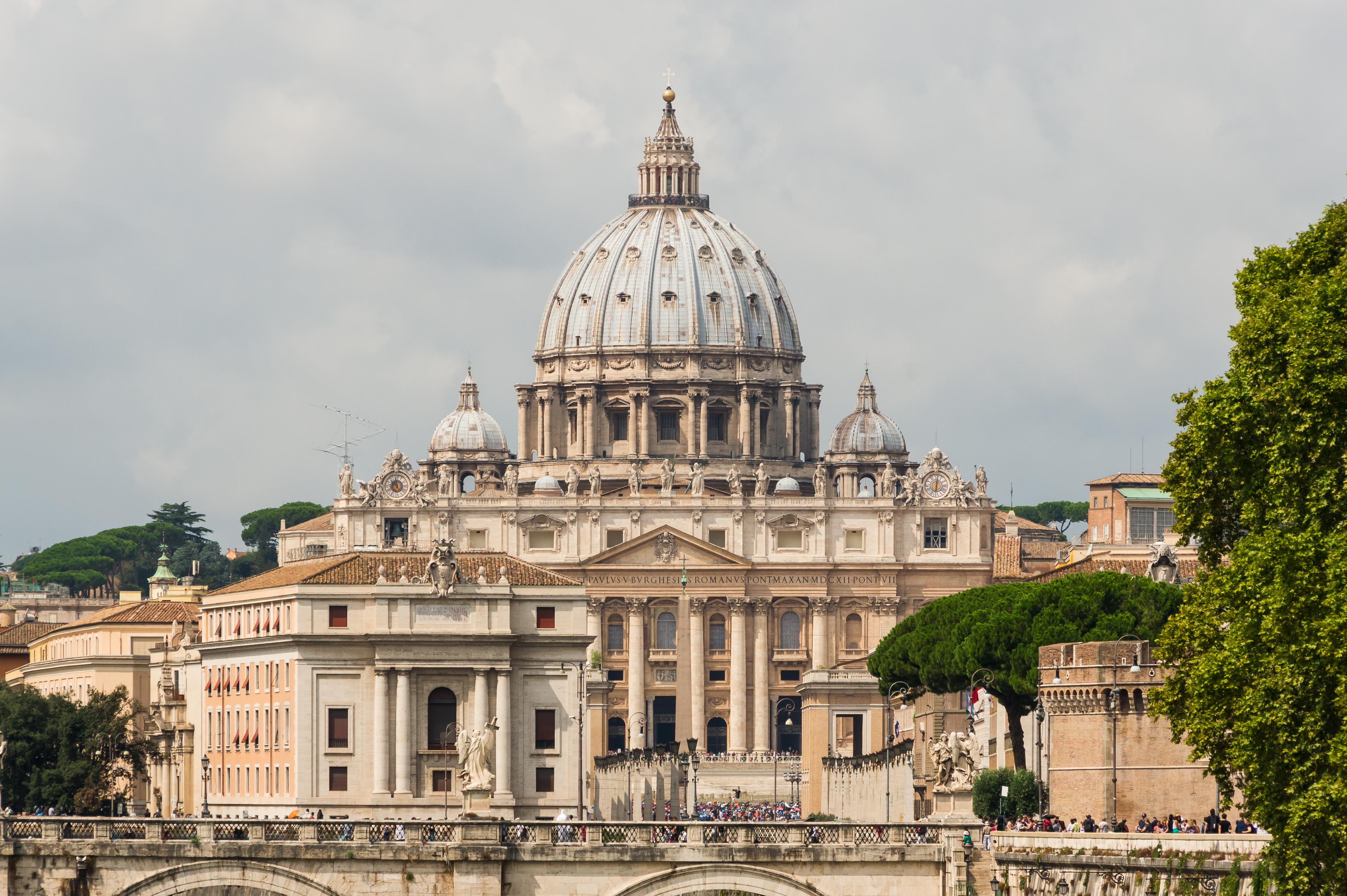
Der Petersdom in Rom

Die Kuppel wurde häufig als Gestaltungselement eingesetzt, war ihre imposante Wirkung doch für jeden Architekten am erhaltenen Pantheon in Rom spürbar. Im Mittelalter wurden Kuppeln deutlich seltener verwendet, denn das Rippengewölbe war viel einfacher zu bauen. Der Erfolg der Kuppel des Florentiner Doms und die Planung einer Kuppel in Bramantes erstem Plan für den Petersdom und seinem Tempietto machten die Kuppel zu einem wichtigen Gestaltungselement in der Renaissance, zunächst nur für Kirchenbauten. Es war Palladio, der erstmals eine Kuppel in einem Profanbau, der Villa Rotonda, einsetzte.
Die Dächer und Decken
Die Dächer wurden raumseitig geschlossen (abgekoffert), mit flachen Decken oder Gewölben, die meist mit Fresken oder Gemälden bemalt wurden. Die Dachkonstruktion war verdeckt, im Mittelalter war sie meist sichtbar. Die Neigung der Dächer war relativ niedrig (20–35°, meist einem Steigungsverhältnis von 1:3), während nördlich der Alpen wegen der höheren Schneelasten steilere Dächer gebaut wurden.
Die Türen
Die Türen zieren waagerechte Türstürze, quadratische Innenfelder, ergänzt wurden die Türrahmen oben mit dreieckigen oder halbkreisförmigen Ziergiebeln. Öffnungen, die keine Türen haben, wurden mit Bögen versehen, mit oft dekorativ gestaltetem Schlussstein.
Die Fenster
Die Fenster wurden einzeln oder auch paarweise angeordnet, dann aber mit einem darüber befindlichen Bogen zusammengefasst. Die Fenster haben waagerechte Stürze oder einen Bogen. Er wurde dekorativ als Gesims ausgebildet, passend zur verwendeten Säulenart, und auch an den Seiten heruntergeführt. Oberhalb des Fensters sind dreieckige oder halbrunde Giebel zu sehen, teilweise auf einer Geschossebene im Wechsel. Mit großer kunstvoller Wirkung ist die Fenstergestaltung am Palazzo Farnese in Rom (begonnen um 1517) zu bewundern.

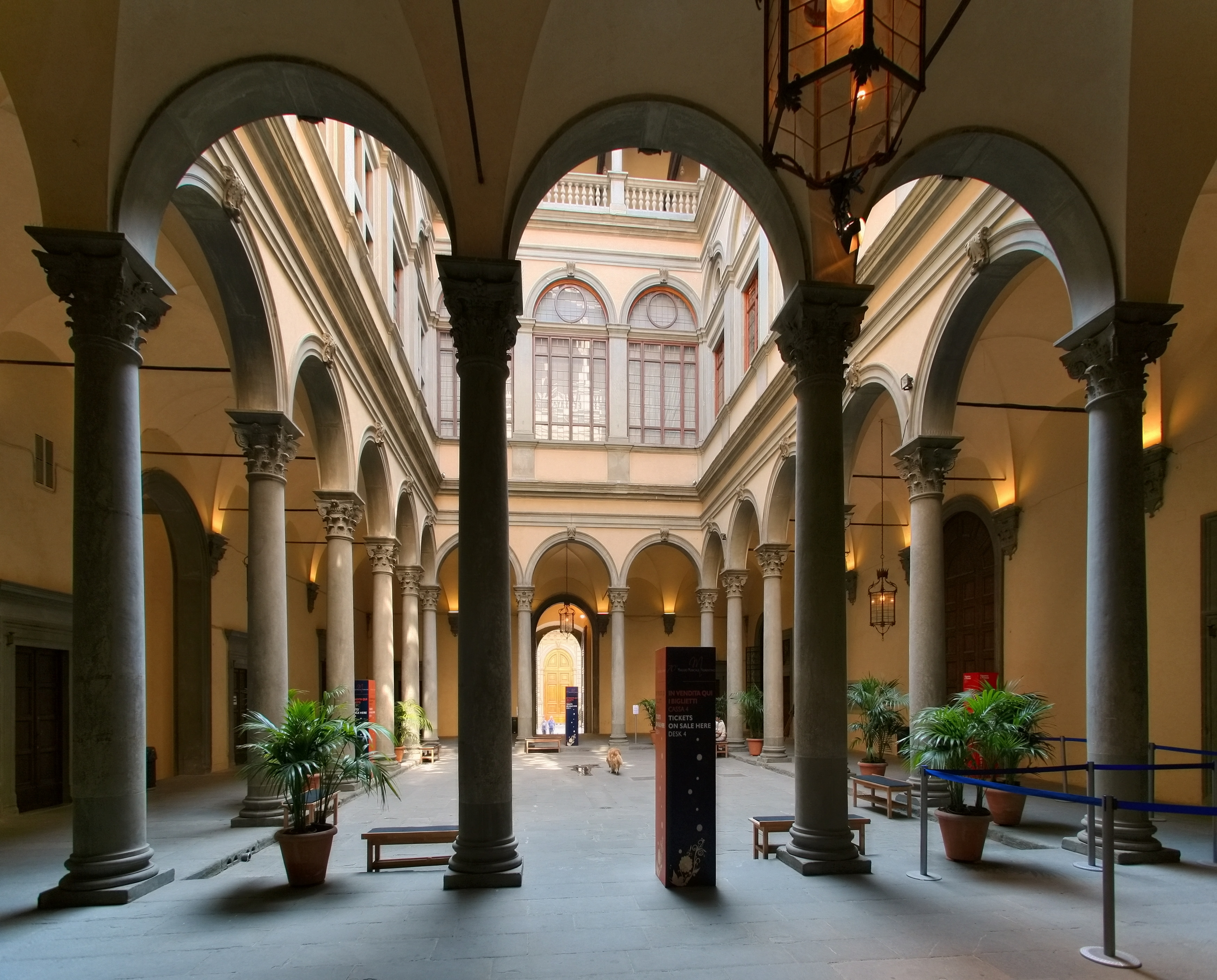
Der Innenhof des Palazzo Strozzi, Florenz

Im Manierismus erfuhr das Palladiofenster (auch „Palladiomotiv“ genannt) eine Renaissance in der Architektur; es handelt sich hier um eine Kombination aus drei mit waagerechten Balken abgeschlossenen Fenstern. Auf das mittlere ist dabei ein Bogen gesetzt und als Teil des Fensters ausgebildet. Palladio verwendet es erstmals in der Basilika Palladiana, dem Rathaus von Vicenza. Dieses Fensterensemble wird auch „Serliana“ genannt; Serlio veröffentlichte dies in seinem vierten Buch der Architektur. Er dürfte von seinem Lehrmeister Bramante auf diese Anordnung hingewiesen worden sein, findet es sich doch bereits bei Hadrians Villa. Dieses Motiv wurde gerne im Barock, im Neohistorismus Ende des 19. Jahrhunderts und auch in der Postmoderne eingesetzt.
Die Wände
Außenwände sind meist verputzt oder erhielten eine Verkleidung mit Natursteinplatten, meistens aus Marmor. Die Ecken der Gebäude wurden mit imitiertem Bossenwerk betont. Das Erdgeschoss erhielt eine Rustikaverkleidung, wie im Palazzo Medici Riccardi (1444–1460) in Florenz zu sehen ist.
Innenwände wurden plastisch gegliedert, wobei die Architektur auch nur gemalt angedeutet wird, die herrschende Farbpalette war hell. Repräsentative Räume wurden mit Fresken ausgeschmückt.
Einzelne Baudetails
Gesimse, Friese und die weiteren dekorativen Details wurden mit größter Präzision gestaltet. Das Studium der altrömischen Bauwerke bildete eine der wichtigsten Grundlagen der Architekturtheorie der Renaissance. Die verschiedenen Ordnungen erforderten ein System, um die daraus resultierenden, vielen Details in ihrer Ausführung und ihrer Verwendung zu regeln. Einige Architekten wendeten die klassischen Regeln strenger an als andere, dennoch bildete sich ein einheitlicher Sprachkanon heraus. Gesimse rahmten Türen und Fenster ein, mit besonderen Effekten, wenn die seitlichen Rahmen unterbrochen wurden. Skulpturen wurden in Nischen gestellt oder auf Bodenplatten oder Podeste gestellt. Sie wurden zur Zierde herausgestellt und nur selten Bestandteil der Architektur wie in der Gotik (siehe etwa Regenwasserspeier an Kathedralen).

## Die Einflüsse der Entwicklung der Renaissance-Architektur in Italien
Das Italien des 15. Jahrhunderts und besonders die Stadt Florenz gelten als die Wiege der Renaissance. Der neue Stil erwuchs dort nicht langsam, wie die gotische Architektur sich aus der romanischen entwickelte, sondern der Übergang wurde bewusst und abrupt von einzelnen Architekten forciert, die sich auf die ruhmreiche Vergangenheit des alten römischen Reichs beriefen. Die theoretisch begründete Annäherung der Architektur zur längst vergangenen Antike traf günstigerweise mit dem zeitgleichen Fortschritt in Wissenschaft und Bildung zusammen. Die Renaissance erstand so aus einem Gemenge verschiedener Faktoren.
Die Architektur

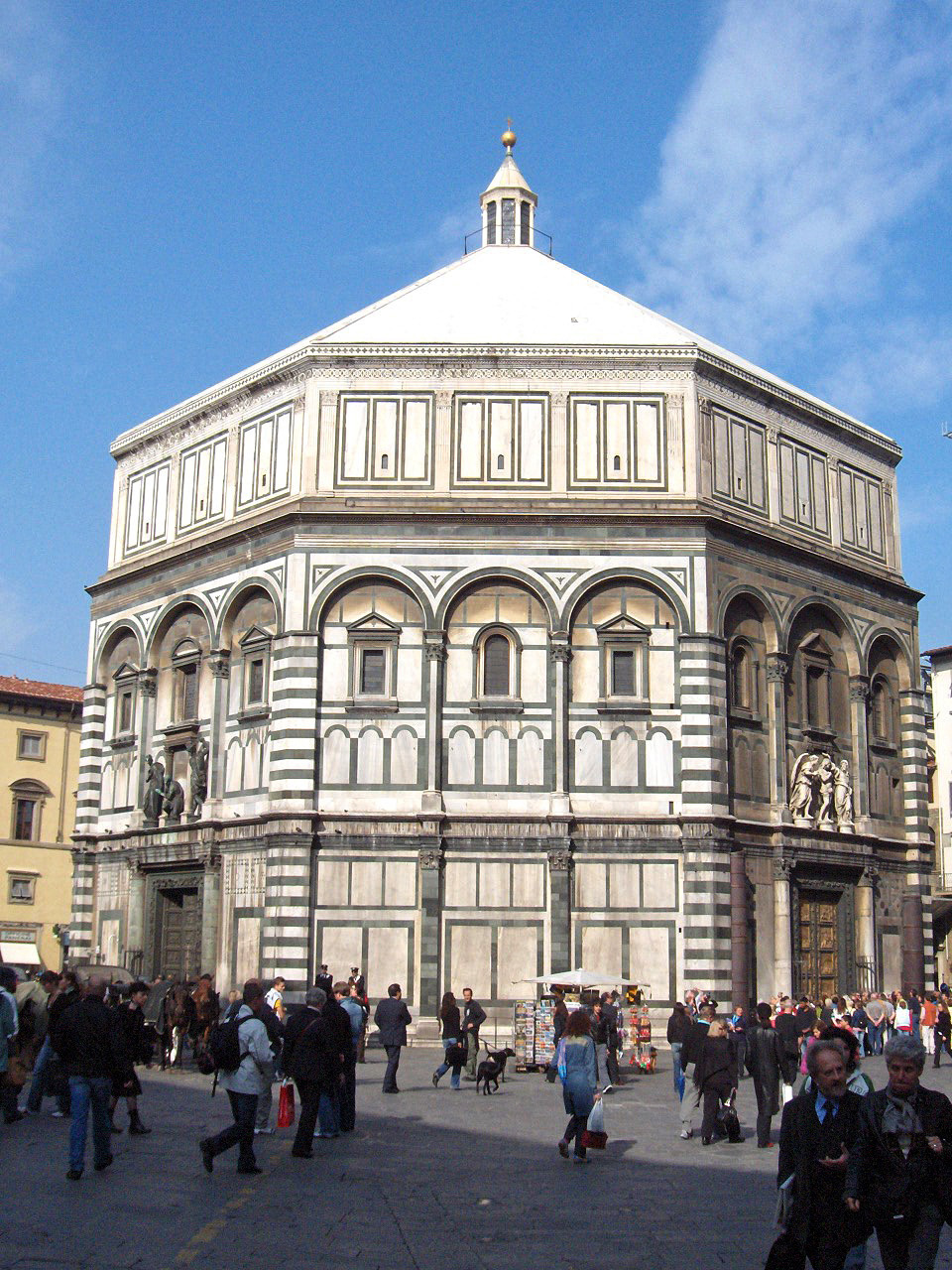
Florenz, Baptisterium San Giovanni

Italienische Architekten bevorzugten stets Formen, die klar zu definieren waren und ihren künstlerischen Vorstellungen am ehesten entsprachen. Viele romanische Bauwerke der Toskana weisen diese Merkmale auf, wie das Baptisterium von Florenz und der Dom zu Pisa.
Der gotische Baustil hat sich in Italien nicht durchsetzen können. Der Mailänder Dom bildet die große Ausnahme, ist er doch überwiegend ein Werk deutscher Baumeister. Typisch gotische Spitzbogenfenster finden sich jedoch am Dogenpalast in Venedig, am Castel del Monte und am Palazzo Pubblico (Siena) in Siena. Vasari bezeichnete die Gotik als kunstlose Zeit.
Die vorhandenen Bauwerke der römischen Antike, besonders in Rom, zeigten die klassischen Ordnungen und dienten als Inspiration in einer Zeit, als sich auch die Philosophie auf die Antike berief.
Die politische Situation
Im 15. Jahrhundert war Italien in konkurrierende Stadtstaaten zersplittert. Florenz, Venedig und Neapel weiteten ihre Macht aus, indem sie die neue Kunstrichtung förderten und so Florenz durch seine Vorreiterrolle an Einfluss und Bedeutung gewinnen konnte. Über den Krieg zwischen Mailand und Frankreich breitete sich die Renaissance auch dort aus.
Als 1377 der Papst aus seinem Exil in Avignon zurückkehrte, erneuerte er den päpstlichen Hof in Rom und brachte so Wohlstand und Macht in die Stadt zurück, besonders nach dem Konzil von Konstanz von 1417, das die Macht des Papstes stärkte. Erfolgreiche Päpste, etwa Papst Julius II. (1503–1513), trachteten danach, die Macht des Papsttums über Italien und darüber hinaus auszudehnen.
Handel, Wirtschaft
In der Frührenaissance kontrollierte Venedig den Seehandel im vorderen Orient. Die größeren Städte Norditaliens wuchsen durch den Handel mit dem restlichen Europa. Genua profitierte vom Seehandel nach Frankreich und Spanien, Mailand und Turin pflegten intensive Handelsbeziehungen mit Mitteleuropa. Wolle aus England landete in Florenz und wurde dort durch Spinnereien und Webereien zu feinen Stoffen verarbeitet. Durch die Herrschaft über Pisa erhielt Florenz einen Seehafen und konkurrierte nun auch mit Genua.
In diesem Klima konnte sich eine Familie besonders erfolgreich behaupten, indem sie vom Handel zum lukrativeren Geldverleih überging und das Bankenwesen herausbildete. Die Medici wurden die Chefbanker vieler europäischer Fürsten- und Königshäuser. Florenz beherrschten sie als informelle Macht und steigerten den Wohlstand der Stadt sowie den ihrer Familie. Entlang der Handelsrouten sorgten sie für Sicherheit und stärkten ihre kaufmännischen Interessen, indem sie nicht nur Waren, sondern auch Künstler, Wissenschaftler und Philosophen aussandten.
Kirche und Religion

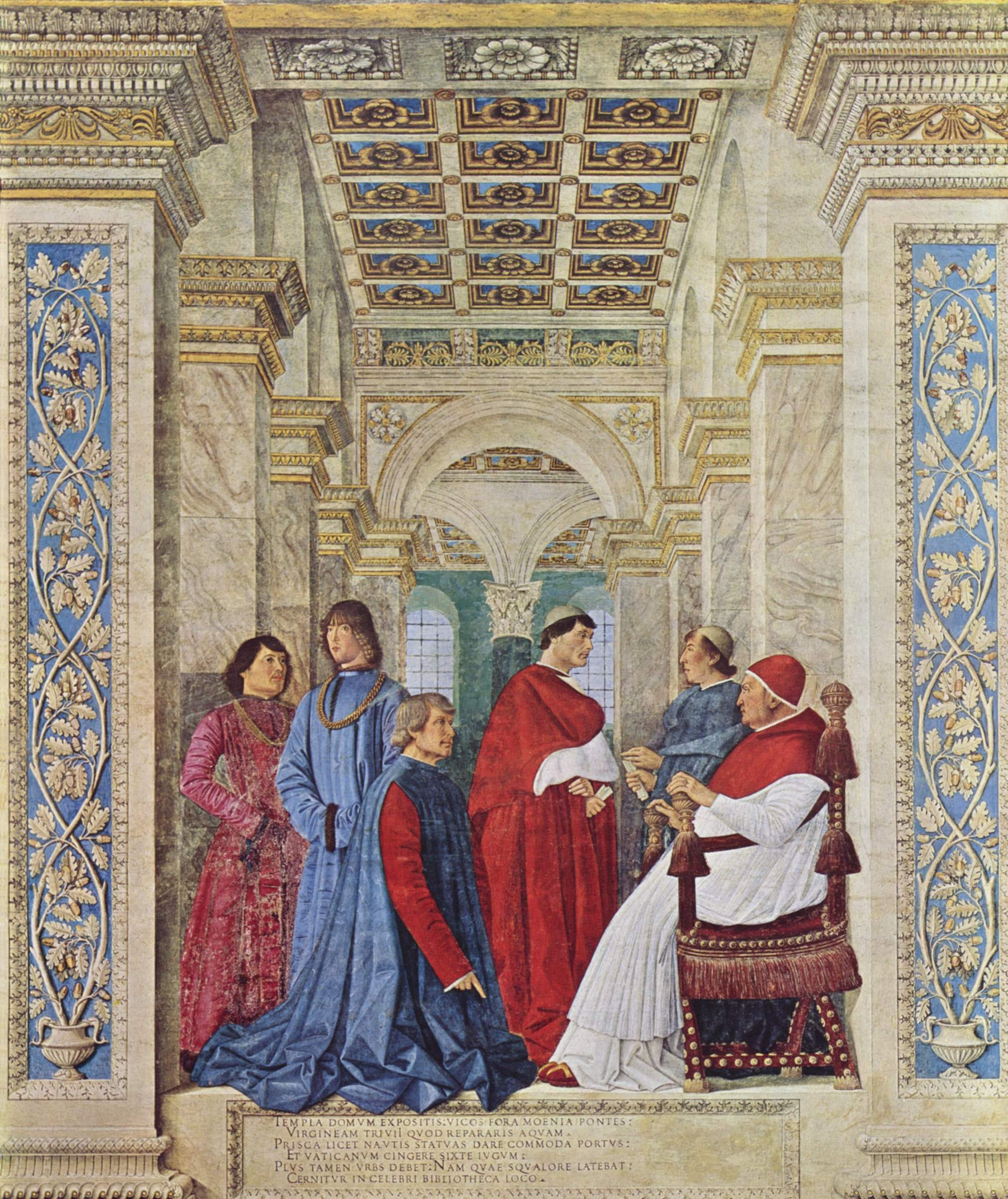
Sixtus IV. ernennt Platina zum Präfekten der Vatikanischen Bibliothek Fresko von Melozzo da Forlì im Vatikanpalast

In Rom erstarkte das Papsttum wieder, das sich in der Folge als Mittelpunkt des christlichen Lebens herausbildete und dort einen Bauboom von Kirchen und Palästen förderte, wie es sie die tausend Jahre zuvor nicht gegeben hatte. Dieser Boom reichte von der Mitte des 15. Jahrhunderts (Bau der Sixtinischen Kapelle) bis zum Neubau des Petersdoms, dessen Grundsteinlegung um 1503 und Fertigstellung ca. 120 Jahre später bis weit in den Barock reichte.
Im wohlhabenden, republikanischen Florenz diente der Kirchenbau eher bürgerlichen als religiösen Zwecken. Der unvollendete Zustand des Doms schadete dem Ruf der Stadt. Mit unerschütterlicher Zuversicht, ihrer Finanzkraft und neuen technischen Ideen gelang es, die monumentale Kuppel zu vollenden. Der imposante Dom gereichte nicht nur der Jungfrau Maria zur Ehre, sondern seinen Architekten, der Kirche aber auch der Signoria (der Stadtregierung von Florenz), der Handwerksgilden und auch der einzelnen Stadtteile. Der Dom inspirierte die Stadtherren zu weiteren bedeutenden Kirchenbauten.
Philosophie

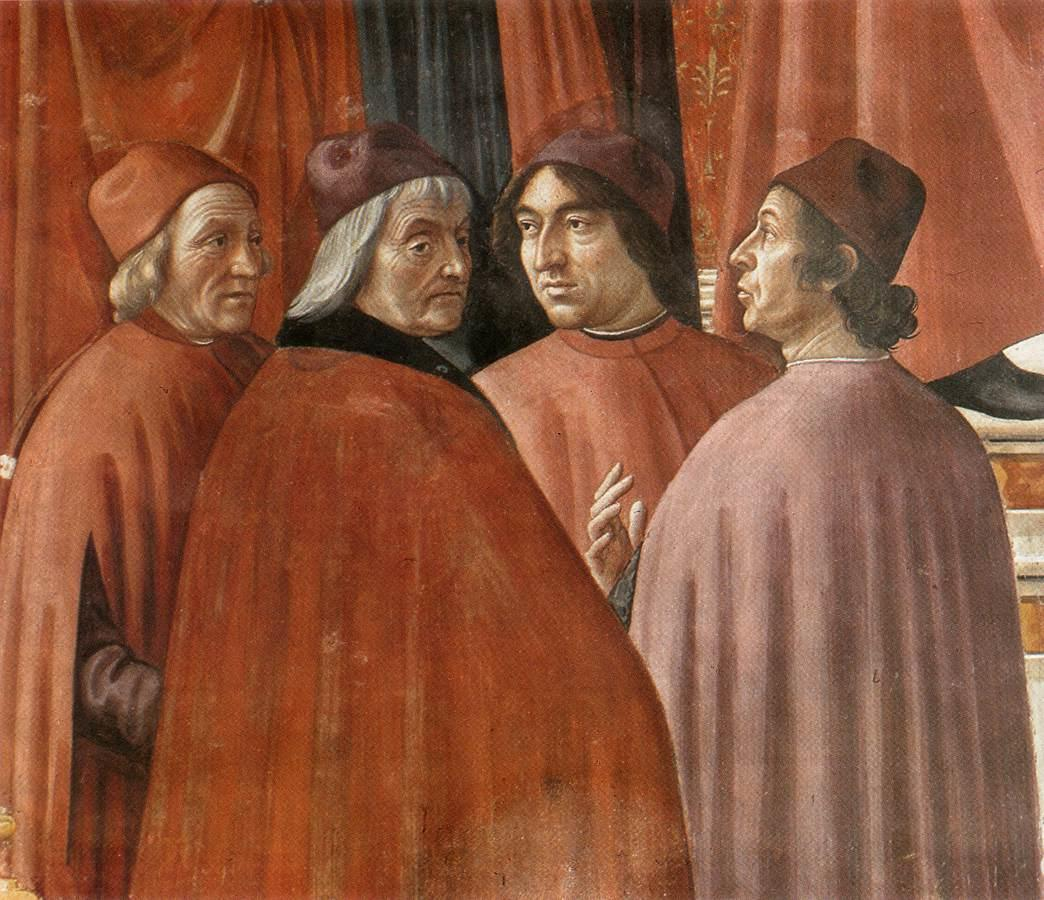
Vier humanistische Philosophen unter dem Schutz der Medici: Marsilio Ficino, Cristoforo Landino, Angelo Poliziano und Demetrios Chalkokondyles. Fresko von Domenico Ghirlandaio.

Der aufkommende Buchdruck, die Wiederentdeckung der antiken Schriften, die sich ausweitenden politischen Kontakte, der europaweite Handel und nicht zuletzt die Entdeckung Amerikas vermehrten das Wissen und die Nachfrage nach Forschungen und umfangreicher Studien.
Die Lektüre der Philosophen, die nicht auf der christlichen Theologie basierten (Platon, Aristoteles u. a.) führten zur Herausbildung des Humanismus, denn dadurch lernten die Humanisten, dass nicht Gott allein das Universum schuf und bestimmte, es war der Mensch, der die Ordnung in der Gesellschaft festlegte.
Das aufkommende Bürgertum

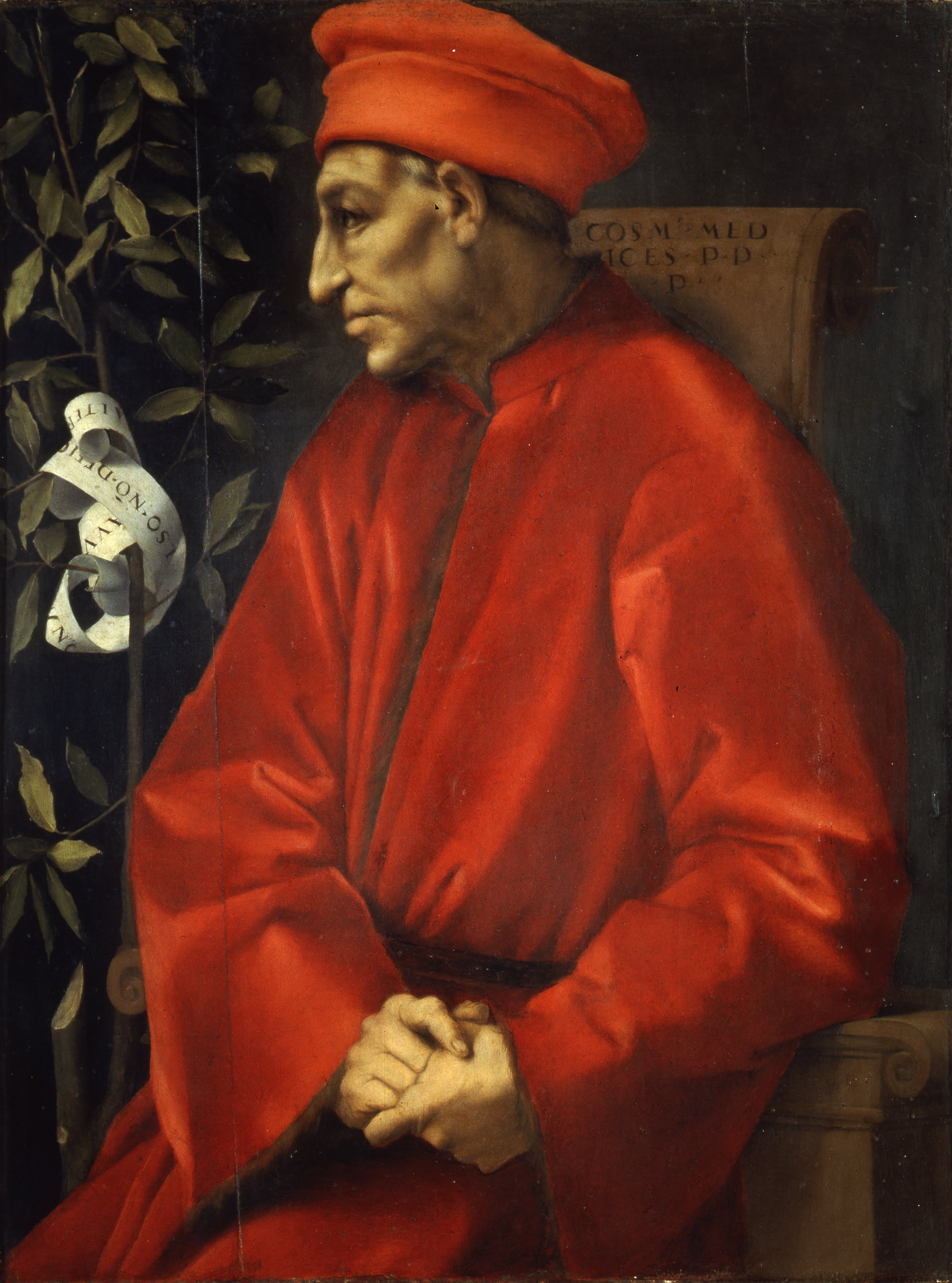
Cosimo I. de’ Medici, Kopf der Medici-Bank, trat als Mäzen auf. Posthumes Porträt von Pontormo.

Im Zeitalter des Humanismus wuchsen die Städte und stärkten deren Position gegenüber den ländlichen Feudalherrn, das Bürgertum etablierte sich selbstbewusst als neue gesellschaftliche Schicht. Dieser Bürgerstolz zeigt sich auch in neuen Gebäudetypen, wie Brunelleschis Ospedale degli Innocenti, welches als erster reiner Renaissancebau gelten kann, der mit seiner eleganten Kolonnade die neue Formensprache formuliert, oder der Laurenziana, die von der Medici-Familie finanzierte Bibliothek, deren mächtiges Vestibül auch heute noch beeindruckt.
Bei einigen wichtigen Kirchenbauten bestimmte nicht die Kirche, sondern die mächtigen Handwerksgilden und Zünfte die Ausgestaltung, repräsentierten diese doch den Wohlstand der Stadt. Die acht Segmente der Kuppel des Florentiner Doms (eigentlich keine Kuppel, sondern ein achteckiges Klostergewölbe) standen unter der jeweiligen Schirmherrschaft eines Stadtteils.
Das Patronat
Viele der Städte in Italien wurden faktisch von einzelnen, mächtigen und reichen Familien dominiert. Diese sahen ihre Aufgabe auch darin, das öffentliche Wohl zu steigern, indem sie Bildungseinrichtungen schufen oder philosophische und wissenschaftliche Diskurse ermöglichten. Ihr universales Vorbild glaubten sie in Platonischen Akademie in Athen zu erkennen. Sie protegierten die berühmtesten Künstler, Wissenschaftler und natürlich auch Architekten ihrer Zeit.
Die berühmtesten Familien waren:
- die Medici in Florenz
- die Gonzaga in Mantua
- die Sforza in Mailand
- die Farnese in Rom
- die Malatesta in Rimini
- die Este in Ferrara.

Architektur-Theorien
Während der Renaissance war Architektur nicht nur eine Frage der Praxis, sprich Bautechnik, sondern Gegenstand intensiver theoretischer Diskussionen. Die Erfindung des Buchdrucks forcierte die Verbreitung der neuen Ideen.
- Die erste Abhandlung über Architektur war De re aedificatoria (Deutsch: Zehn Bücher über die Baukunst) von Leon Battista Alberti um 1450. Sie basierte auf Vitruvs De architectura (Deutsch: Über die Baukunst), ein Manuskript, das 1415 in einer Bibliothek in der Schweiz wiedergefunden wurde. De re aedificatoria war 1485 das erste gedruckte Buch über Architektur.
- Sebastiano Serlio (1475–ca. 1554) veröffentlichte den nächsten bedeutenden Text 1537 in Venedig: „Regole generali d’architettura […]“ Heute ist er bekannt als die „Fünf Bücher des Serlio“ (Serlio plante jedoch, sieben Bücher zu schreiben).
- 1570 veröffentlichte Andrea Palladio (1508–1580) I quattro libri dell’architettura („Die vier Bücher zur Architektur“) in Venedig. Diese Bücher wurden oft nachgedruckt und waren verantwortlich für die Ausbreitung der Ideen der Renaissance in Europa.
- Giacomo Barozzi da Vignola, (1507–1573), war als Nachfolger Michelangelos am Bau des Petersdoms beteiligt. Er hinterließ das architekturtheoretische Lehrbuch Regola delle cinque ordini d’architettura (Regeln der fünf Ordnungen der Architektur) von 1562, das bis ins 19. Jahrhundert als das Standardwerk für die Architektenausbildung in Europa galt. So definierte er die Säulenordnung als ein relatives System der einzelnen Bauteile (Kapitell – Säule – Fuß und Höhe – Durchmesser der Säule) zueinander, so dass es sich leicht und regelgerecht anpassen ließ.
- Francesco di Giorgio Martini, 1439–1502, Schöpfer der Kirche Madonna di Calcinaio vor Cortona, hinterließ sein Trattato di Archtettura (Traktat der Architektur). Es wurde Mitte des 19. Jahrhunderts in starker Bearbeitung und 1967 werkgetreu transkribiert herausgegeben (in italienischer Sprache). Von der Anlage her diente es ihm und seinen direkten Schülern als Lehrbuch. Es formuliert in knapper präziser Sprache die Ideen der Renaissancearchitektur und gewährt einen Einblick, wie Architekten vor der Erfindung des Buchdrucks studiert und gearbeitet haben. Ungedruckt übte es jedoch nur geringen Einfluss auf die dem Autor nachfolgenden Architektengenerationen aus. Diese Bücher wurden nicht nur von Architekten gelesen, sondern auch von ihren Mäzenen und Bauherren.

## Entwicklung der Renaissance-Architektur in Italien – Frührenaissance
Die führenden Architekten des Quattrocento oder der Frührenaissance waren Filippo Brunelleschi, Michelozzo di Bartolommeo und Leon Battista Alberti.

### Brunelleschi

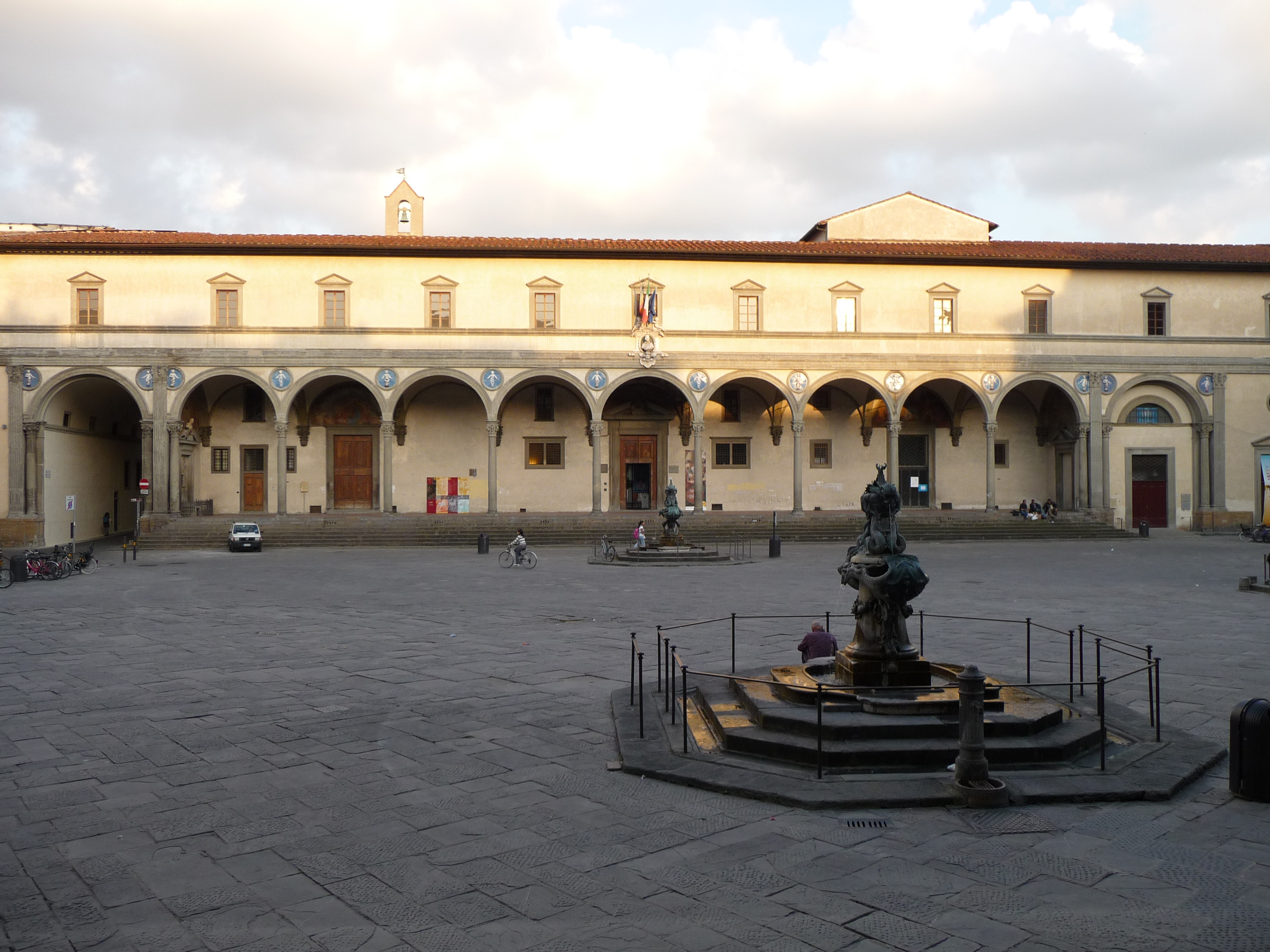
Ospedale degli Innocenti in Florenz

Die Person, der die „Erfindung der Renaissance“ allgemein zugeschrieben wird, ist Filippo Brunelleschi, (1377–1446), doch durch sein umfangreiches Werk ist er als ein Mann des Übergangs von der Gotik zu Renaissance zu sehen.
Anfang des 15. Jahrhunderts experimentierte Brunelleschi mit zeichnerischen Sichtweisen auf die Welt, die zur Entwicklung der Zentralperspektive führten. Er untersuchte regelmäßige geometrische Strukturen wie das achteckige Baptisterium von Florenz und erkannte die geometrischen Zusammenhänge, wie das menschliche Auge den Raum wahrnimmt und wie sich diese zeichnerisch in eine Zeichnung übertragen ließen.
Die Ruinen und erhaltenen Bauwerke des antiken Roms, die Brunelleschi studierte, ließen ihn erkennen, dass ihre Proportionen auf einfachen mathematischen Verhältnissen fußten, die er für die gotischen Bauwerke ausschloss. Ein Bauelement beherrschte für ihn die Baukunst: Der Bogen, gebildet aus einem exakten Halbkreis, ist er genau doppelt so breit wie hoch. Der gotische (Spitz-)Bogen war für ihn ins Unbestimmte gestreckt oder gestaucht, ein schlüssiges und auch angewandtes Proportionssystem vermochte er nicht zu erkennen.

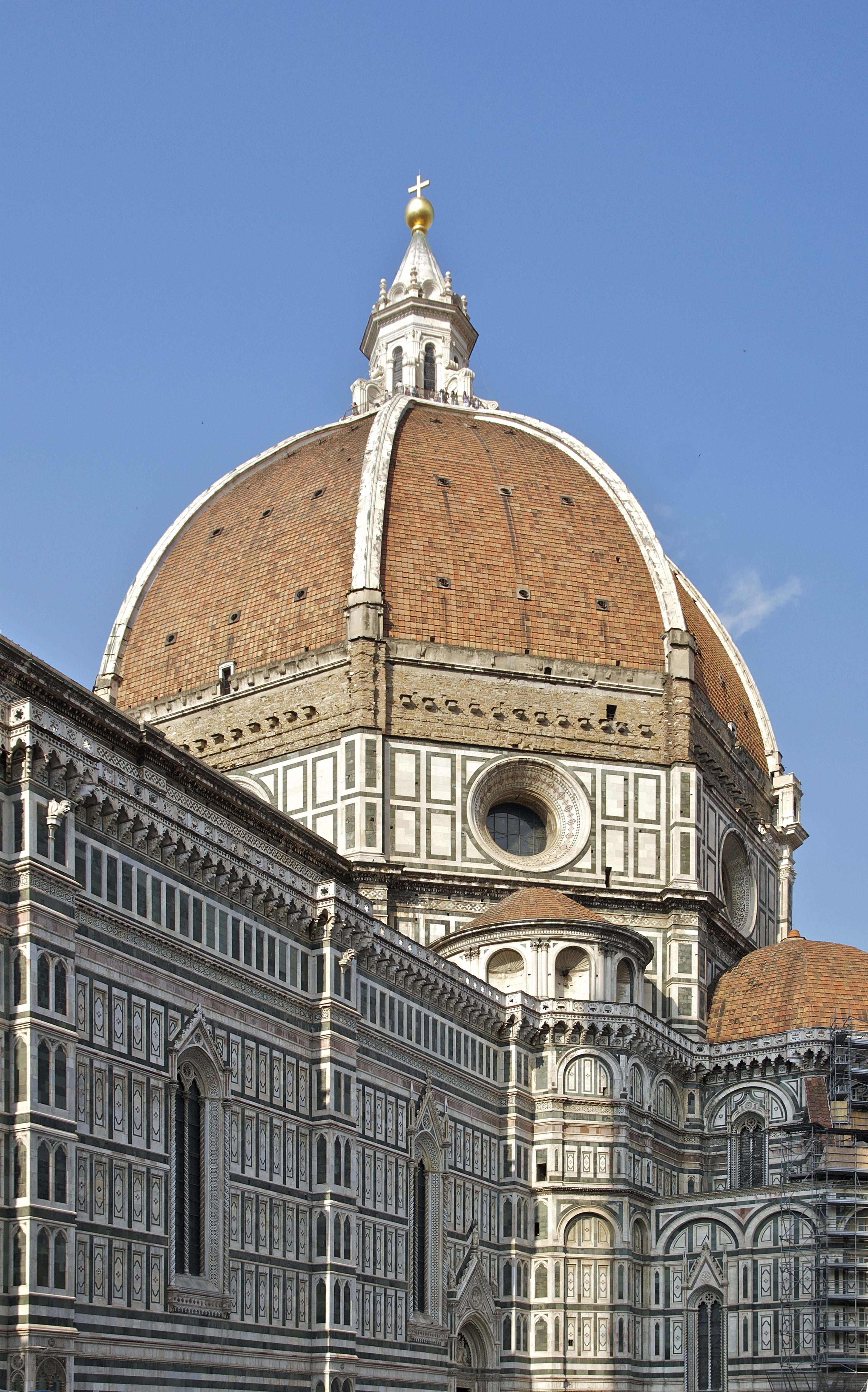
Santa Maria del Fiore, der Dom zu Florenz

Das Studium der Architektur Roms verstärkte in ihm das Verständnis, Bauwerke symmetrisch zu gliedern, seine Teile nach einem klaren, definierten, proportionalen System gegenseitig in Beziehung zu setzen. Jedes Bauteil hing proportional von nächstem ab und konnte nicht ohne das andere bestehen. Brunelleschi erfreute sich großer Unterstützung bedeutender und mächtiger Gruppen und Herren, wie die Seidengilde von Florenz und Cosimo de’ Medici.
Der Dom zu Florenz

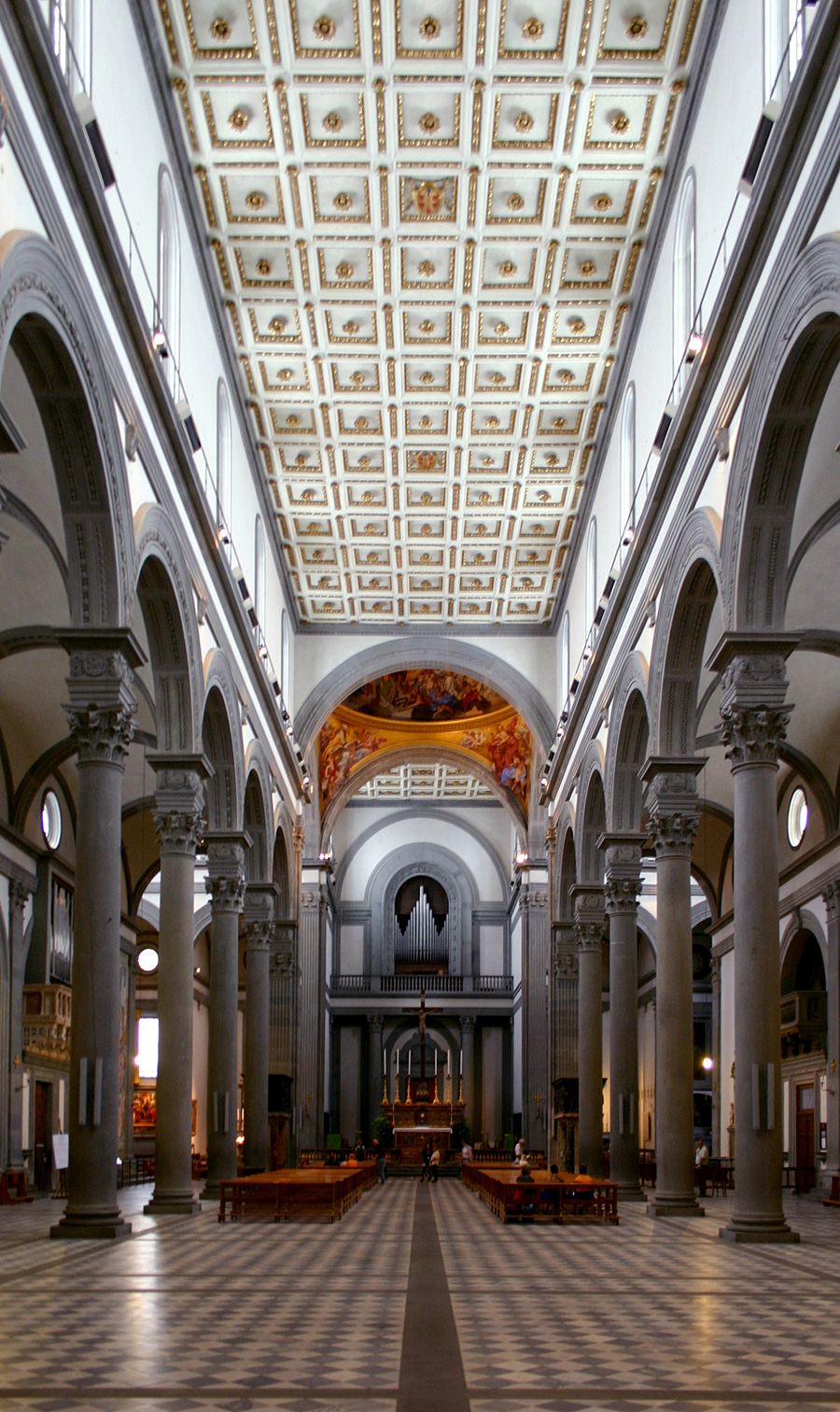
Die Kirche von San Lorenzo

Brunelleschis erster großer Beitrag für die Architektur war der Bau der Kuppel für die Kathedrale von Florenz, dem Dom. Als der Bau um 1350 nach einem Entwurf von Arnolfo di Cambio begonnen wurde, war den Beteiligten völlig unklar, wie die Vierung mit der geplanten Kuppel geschlossen werden sollte. Der Bürgerstolz protzte vor Zuversicht, die dann erforderliche Technik entwickeln zu können.
Brunelleschi wurde 1420 nach einem Wettbewerb die Bauaufgabe übertragen, und er löste sie höchst innovativ und schlüssig. Er ließ den Tambour höher mauern, um die Seitendächer zu überragen, die Kuppel, eigentlich ein achteckiges Klostergewölbe, ließ er zweischalig bauen, die durch Rippen miteinander verbunden waren. Dadurch wurde die Konstruktion deutlich leichter, die Vermauerung der Segmente in neuartigen Fischgrätmuster erleichterte ihm die Gerüstarbeiten. Das Auge des Pantheons in Rom misst neun Meter im Durchmesser, im Dom zu Florenz acht Meter, die 1435 mit einer Laterne nach Brunelleschis Entwurf geschlossen wurde.
Das von Arnolfo konzipierte Bauwerk ist von seiner Grundriss- und Fassadenkonzeption eine Mischung aus Gotik und Romanik. Die Kuppel mit seinen markanten hellen Rippen lässt diese von der Gestaltung und der Bautechnik her als ein Werk der Gotik erkennen, obwohl der Dom weithin als Geburtsbau der Renaissance gilt.
Das Ospedale degli innocenti
Das Ospedale degli innocenti, ein Findelhaus, gilt als erstes Bauwerk der Renaissance. Brunelleschi entwarf es um 1419, gebaut wurde es bis 1427. Die Fassade zur Straße besteht aus einer Arkade, die von Bögen gehalten wird, die den Proportionsregeln Brunelleschis folgen. Die Bögen werden durch ein kräftiges Gesims verbunden. Das obere Geschoss mit den Fenstern in der Achse des Bogens wurde später hinzugefügt.
Die Kirche San Lorenzo
Die neue architektonische Philosophie wird an den Kirchenbauten von San Lorenzo und Santo Spirito deutlich. Brunelleschi entwarf sie um 1425 und 1428, beide haben das Lateinische Kreuz als Grundriss. Die Grundrisse basieren auf einem Modul, das durch die Breite und Tiefe des Seitenschiffs repräsentiert wird. Das Hauptschiff misst zwei Module. Die gleiche Formel liegt den vertikalen Maßen zugrunde. Bei Santo Spirito wird das Proportionskonzept eingehalten, Querhaus und Chor sind identisch, das Mittelschiff ist die erweiterte Form davon.
Um 1434 entwarf Brunelleschi mit dem Oratorium Santa Maria degli Angeli den ersten Zentralbau. Um ein zentrales Achteck waren an jeder Seite Kapellen angeordnet, an zwei sich gegenüberliegenden jeweils der Eingang und der Altarraum. Dieser Bau blieb zwar unvollendet und ist heute nur rudimentär erhalten, löste aber bei späteren Architekten und Künstlern (Sangallo, Leonardo u. a.) eine starke Rezeption aus und diente als Vorbild für viele ähnliche Bauten.

### Michelozzo

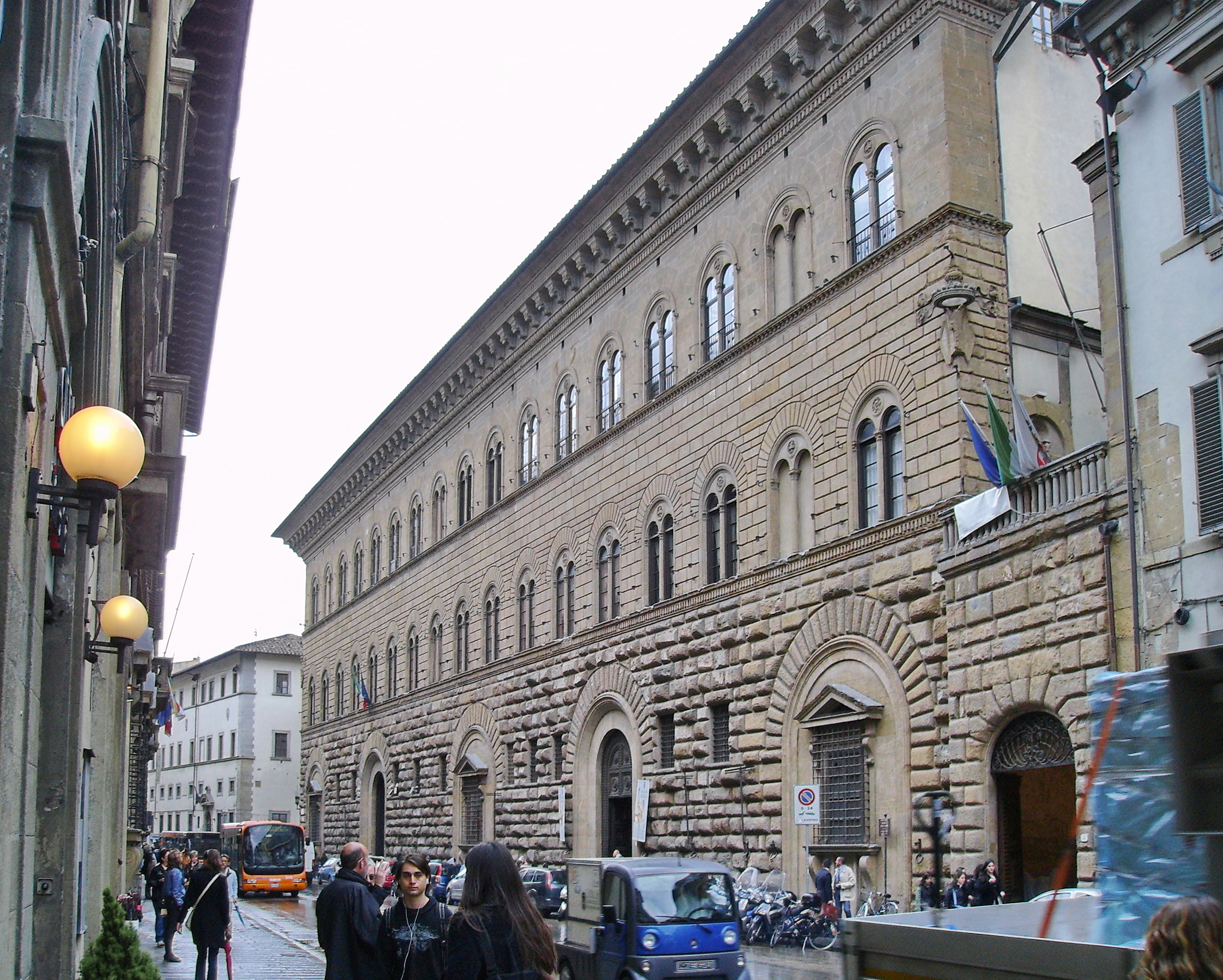
Palazzo Medici Riccardi von Michelozzo

Michelozzo (1396–1472) war ein weiterer Architekt unter dem Patronat der Medici-Familie, sein bekanntestes Werk ist der Palazzo Medici Riccardi, den er im Auftrag von Cosimo de'Medici 1444 entwarf. Ein Jahrzehnt später realisierte er die Villa Medici in Fiesole. Unter seinen weiteren Arbeiten findet sich auch die Bibliothek San Marco. Er begleitete Cosimo ins Exil nach Venedig. Er war einer der ersten Architekten, der ein Bauwerk außerhalb Italien im Renaissancestil realisierte, einen Palast in Dubrovnik.
Der Palazzo Medici Riccardi ist in seinen Details klassisch, was die Art der Fenster und zurückgesetzten Türen anbelangt. Anders als Brunelleschi und Alberti hat dieser Bau keine Säulen, folgt also keiner klassischen Ordnung. Stattdessen trug Michelozzo dem Wunsch seiner Bauherrn Rechnung, indem er die Rustika in verschiedenen Ausführungen über die ganze Fassade zog, gekrönt mit einem über 2,50 Meter auskragenden Dachgesims.

### Alberti
Leon Battista Alberti, als Sohn einer exilierten Florentiner Familie in Genua geboren (1402–1472), war ein klassischer Humanist; er verfügte über herausragende Allgemeinbildung und Sprachkenntnisse, wurde als Mann der Kirche päpstlicher Notar (Abbreviatore), verfasste Schriften zu vielen Themen der Mathematik, Philosophie und Malerei. Sein Architekturbuch De re Aedificatoria hatte nachhaltige Wirkung. Er beriet Papst Nikolaus in Architekturfragen sowie weitere Fürsten und Machthaber wie die Medici. Er stellte Untersuchungen an und machte den Menschen zum Maß der Dinge. Dem Architekten gedachte er große soziale Verantwortung zu.

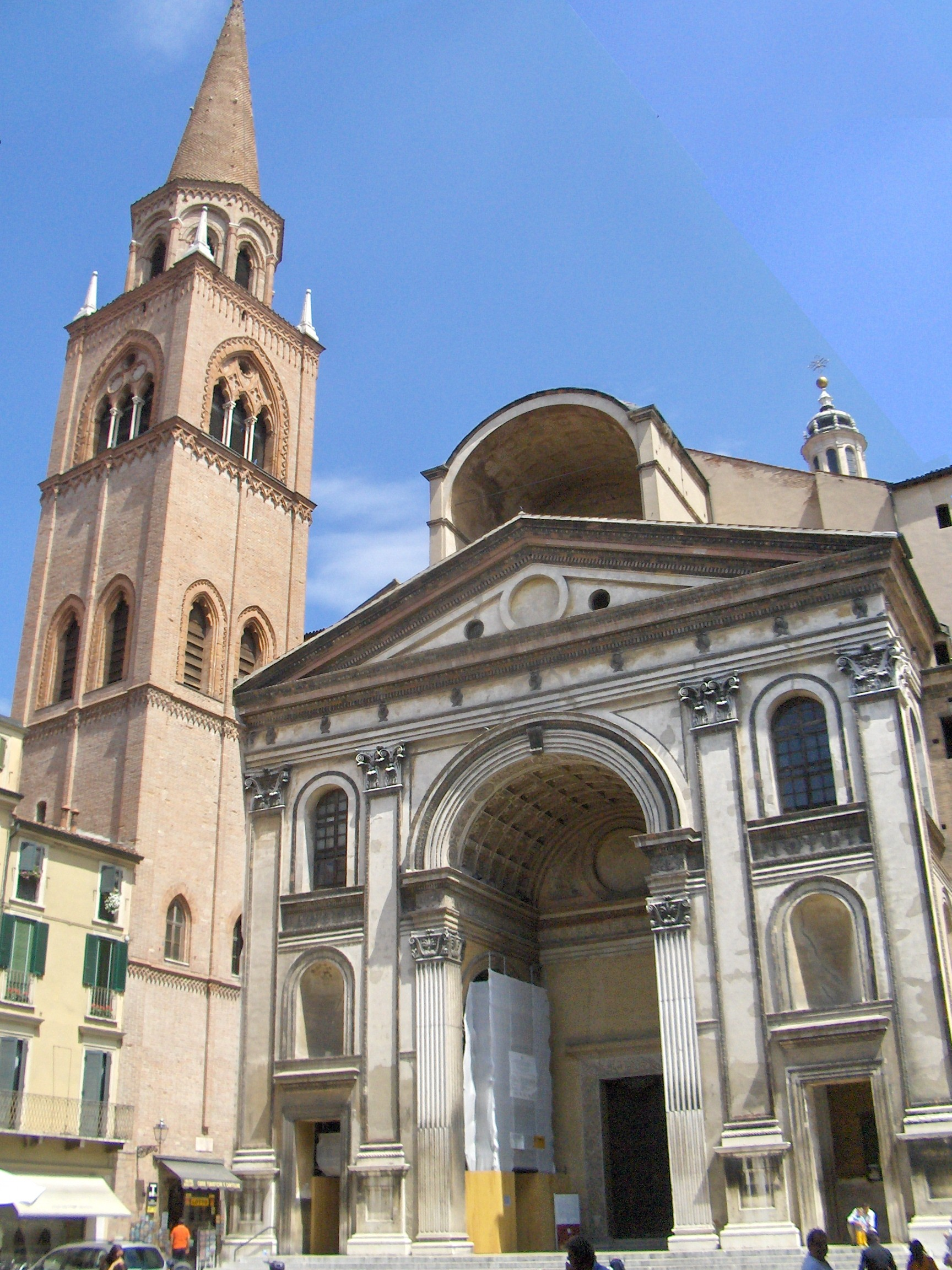
Sant’Andrea (Mantua), Die Fassade

Er entwarf eine Reihe von Bauwerken, aber im Gegensatz zu Brunelleschi sah er sich nicht als Architekt, der auf der Baustelle wachte. Ihm genügte die Ausfertigung oder auch nur Anregung baukünstlerischer Entwürfe. Es gelang ihm mit Sant’ Andrea in Mantua die Ausformulierung des Kirchenbautypus der Renaissance. Sant’ Andrea ist im Grundriss und in seiner Hauptfassade eine Neuinterpretation des Salomonischen Tempels (siehe 1. Buch der Könige, Kapitel 6 und 7). Die Fassade als Motiv dem römischen Triumphbogen nachempfunden, findet sich im Innern wieder: Es gliedert als rhythmisches Joch („rhythmische Travée“) die Innenwände des Hauptschiffes. Die Pilaster der Fassade haben weder eine tragende Funktion noch deuten sie die Lage der Innenwände an, sie erfüllen allein proportionale Aufgaben. Sant’ Andrea war von Alberti ohne die heutige Vierung mit Kuppel und drei Armen geplant, sie sind spätere Ergänzungen.

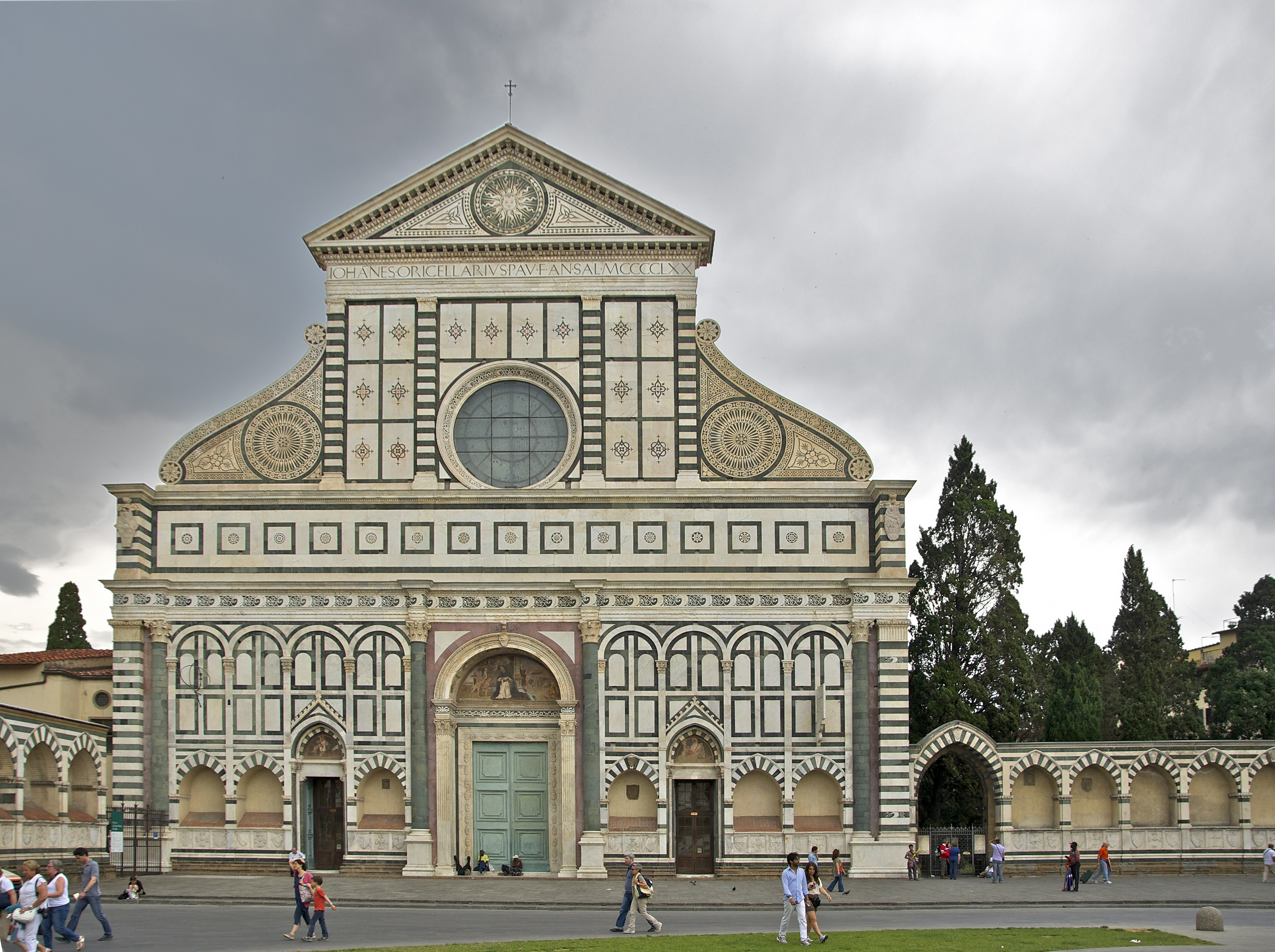
Fassade von Santa Maria Novella, 1456–1470

Alberti arbeitete an vier Kirchen, wobei er mit Sant’ Andrea als seinem letzten Bau die Reife fand:
- Santa Maria Novella, 1446–1451. Alberti entwarf die Fassade der gotischen Kirche, die in mehreren Phasen zwischen 1246 und 1350 errichtet worden war. Er orientierte sich dabei an dem Baptisterium und verwendete die gleichen zwei Marmorarten. Zum Verkleiden der Dachsteigung der Seitenschiffe setzte er als erster Schnecken ein, die für spätere Bauten als Vorbild dienten.
- San Francesco in Rimini für die Herrscherfamilie Malatesta. Alberti entwarf eine neue Fassade, die der gotischen Kirche vorgebaut wurde. Mit dem Tod des Sigismondo Malatesta 1466 endeten die Bauarbeiten, die Fassade blieb unvollendet.
- San Sebastiano in Mantua. Alberti gestaltete die Kirche mit ebenerdiger Krypta in Form des Griechischen Kreuzes. Der Bau wurde in der Folge mehrfach verändert, so dass das ursprüngliche Konzept Albertis nicht sichtbar ist.
- Sant’ Andrea ab 1470.

Ein weiteres Bauwerk Albertis ist der Palazzo Rucellai, für den er die Fassade entwarf. Es ist proportional für fünf Joche durchkomponiert, die Bauherren erweiterten die Fassade um weitere drei Joche, so dass dieses Gebäude nunmehr zwei gleichwertige Eingangsportale hat. Die Fassade unterteilte Alberti mit drei Geschossen durch Gesimse und Pilaster, für die Alberti auch die Kapitelle entwarf.

## Die Ausbreitung der Renaissance in Italien

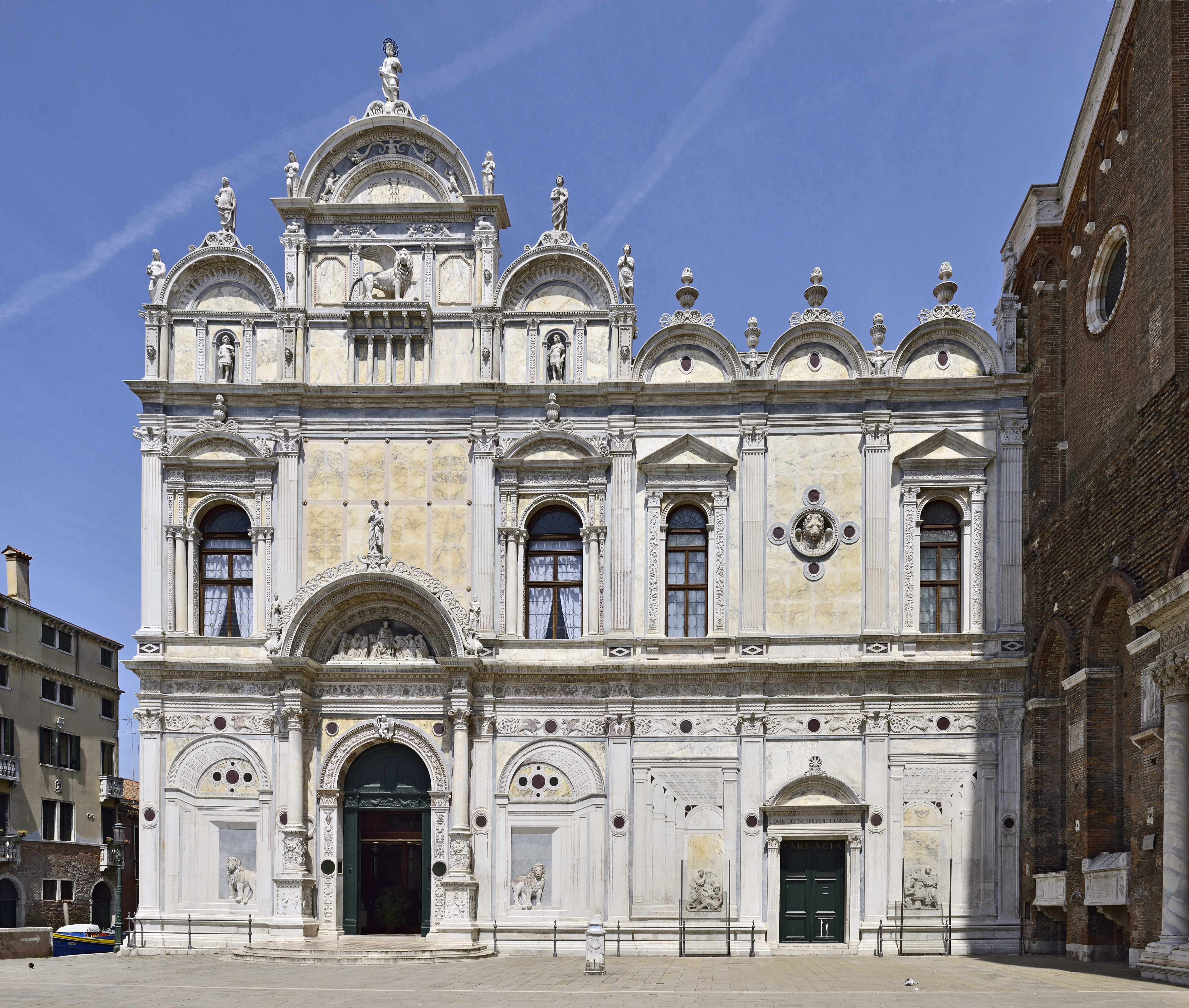
Scuola Grande di San Marco, Venedig.

Im 15. Jahrhundert wurden die verschiedenen Höfe in Italien zu Zentren, die für die Ausbreitung der Renaissance-Philosophie, Kunst und Architektur sorgten. In Mantua entwarf Alberti zwei bedeutende Kirchenbauten für die Familie Gonzaga: Sant Andrea und San Sebastiano. Urbino war ein Machtzentrum, weithin sichtbar mit dem neuen Herzogspalast. In Ferrara, unter der Familie Este, entstanden mehrere neue Paläste wie der Palazzo dei Diamanti und der Palazzo Schifanoia für Borso d’Este. In Mailand schufen die Visconti die Certosa di Pavia, ehe sie von den Sforza vertrieben wurden, die das Castello Sforzesco errichten ließen.
In Venedig erhielt San Zaccaria seine Renaissancefassade unter der Leitung von Antonio Gambello und Mauro Codussi, begonnen um 1480. Giovanni Maria Falconetto, der Veroneser Architekt und Bildhauer, führte die Renaissance-Architektur in Padua mit der Loggia Cornaro im Garten von Alvise Corner ein. In Süditalien rief Alfons V. (Aragón), nachdem er das Königreich Neapel eroberte, Renaissancebaumeister zu sich. Die bedeutendsten Beispiele der Renaissance-Architektur sind die Cappella Caracciolo, Bramante gewidmet, und der Palazzo Orsini di Gravina, erbaut von Gabriele d’Angelo zwischen 1513 und 1549.

## Die Hochrenaissance
Im ausgehenden 15. und dem frühen 16. Jahrhundert zeigen Architekten wie Donato Bramante, Antonio da Sangallo der Jüngere und andere ihre Meisterschaft darin, den neuen Stil für Kirchen und Stadtpaläste anzuwenden, die sich von ähnlichen Bauwerken der altrömischen Zeit deutlich unterschieden. Der Stil wurde dekorativer, mit aufwändigen Ornamenten versehen, Kuppeln wurden bedeutsam. Diese Phase, als Hochrenaissance bezeichnet, fiel mit dem Wirken so bedeutender Künstler wie Leonardo da Vinci, Michelangelo und Raffael zusammen.

### Bramante

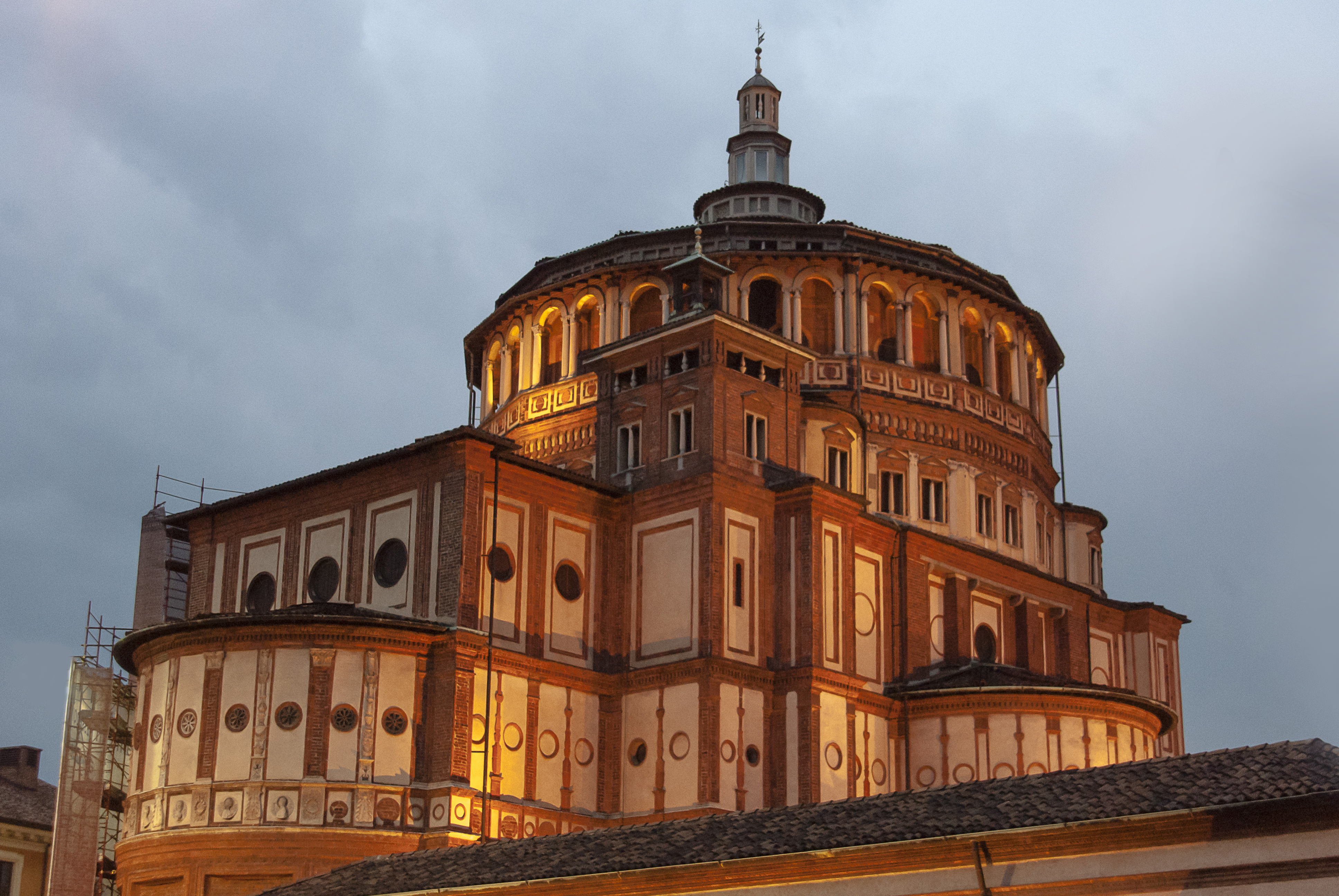
Santa Maria delle Grazie, Mailand

Donato Bramante, (1444–1514), wurde in Urbino geboren, kam über die Malerei zur Architektur und fand mit Ludovico Sforza, Herzog von Mailand einen Mäzen, für den er über 20 Jahre eine Reihe von Bauwerken errichtete. Nach dem Fall Mailands an die Franzosen 1499 reiste Bramante nach Rom, wo er unter dem Patronat des Papstes zu großem Erfolg kam.
Bramantes bedeutendstes Werk in Mailand ist der Anbau der Vierung, des Chors und des Querhauses für die Abteikirche Santa Maria delle Grazie. Der Backsteinbau folgt ganz der Tradition Norditaliens und wurde 1465 als gotischer Bau begonnen. Bramante beendete ihn 1492 im Renaissancestil. Die Bauteile, die Bramante zugeschrieben werden können (in der Literatur teilweise strittig), sind die Kuppel mit einem Durchmesser von gut 20 Metern, das Eingangsportal und der Chorraum. Die Kuppel erscheint von außen als Kreis und von innen als ein oktogonales Gewölbe.
In Rom schuf Bramante mit dem Tempietto für das Kloster San Pietro in Montorio die „Vollendung der Renaissance“. Dieser kleine, kreisrunde Bau misst kaum fünf Meter im Durchmesser und ist ein meisterhaftes Spiel mit der Perspektive. Es war das Bauwerk, welches Papst Julius bewog, Bramante mit dem Neubau des Petersdoms zu beauftragen. Bramante gewann den Wettbewerb für den Petersdom und musste sich namhafter Konkurrenz erwehren. Er plante, ähnlich wie Alberti mit San Andrea, ein Langhaus. Seine Nachfolger veränderten seinen Entwurf mehrfach.

### Sangallo

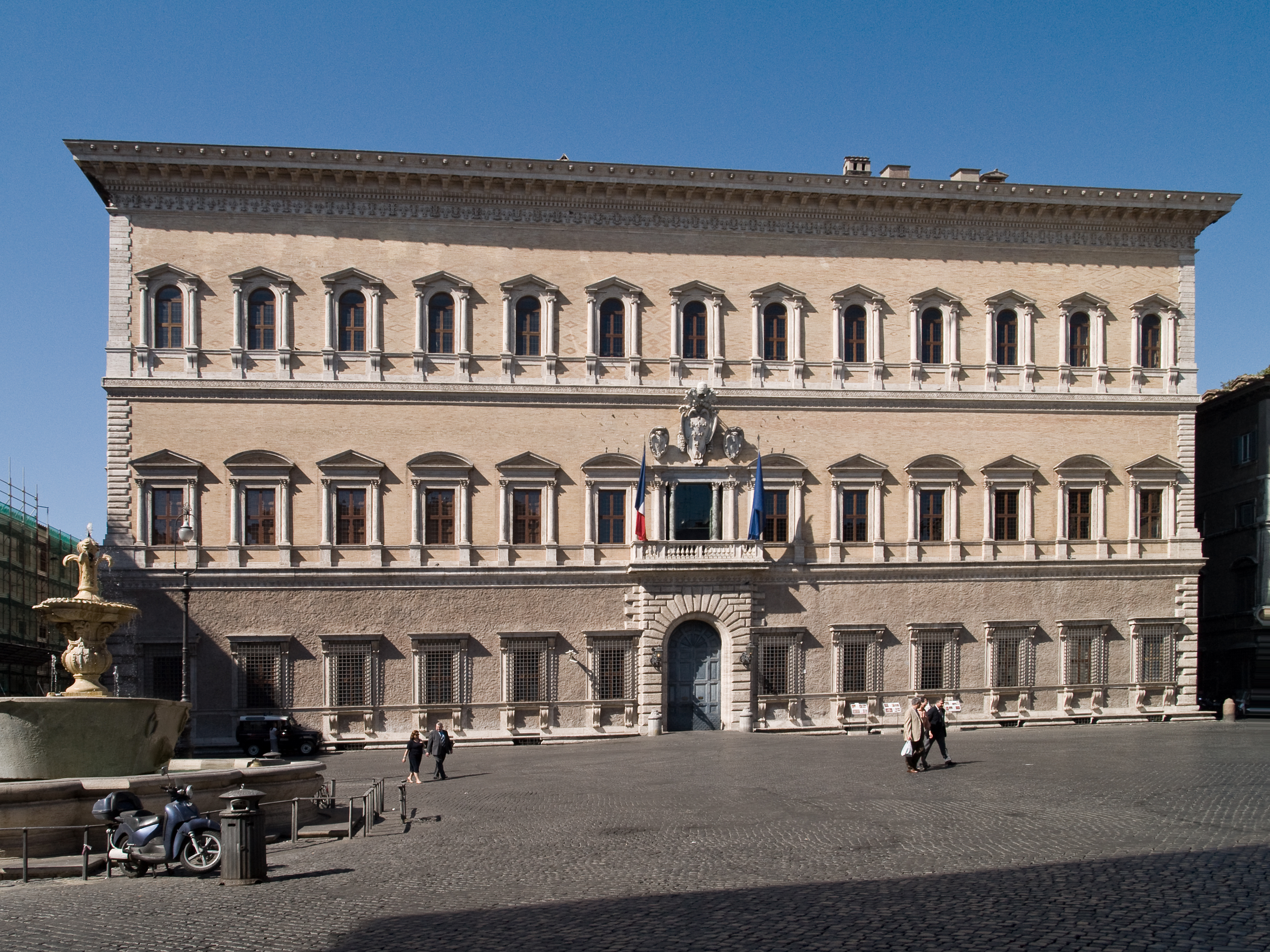
Der Palazzo Farnese, Rom (1534–1545), entworfen von Sangallo und vollendet von Michelangelo

Antonio da Sangallo der Jüngere, (1485–1546), entstammte einer berühmten Architektenfamilie. Sein Onkel Giuliano da Sangallo war einer derjenigen, der ebenfalls einen Entwurf für den Petersdom einreichte, wenn auch erfolglos.
Antonio da Sangallo folgte Raffael nach dessen Tod als Bauleiter von St. Peter. Während seiner Baumeistertätigkeit gelangen nur geringe Fortschritte, zu oft hinderten Geldmangel oder langwierige und dann doch nicht realisierte Umplanungen den Weiterbau. Nach seinem Tod folgte ihm Michelangelo.
Sein Ruhm rührte nicht von St. Peter, sondern eher von seinem Entwurf für den Palazzo Farnese her. Es diente als Vorbild für viele spätere Palastbauten. Es ist proportional ausgewogen, aber inwieweit Michelangelo, der das oberste Stockwerk mit dem dominanten Dachgesims hinzufügte, dazu beitrug, bleibt offen. Die einfache Reihung der Fenster mit dem Wechsel von dreieckigen und runden Giebeln im Piano Nobile (1. Obergeschoss) betonen das Hauptgeschoss, vor dem die beiden anderen zurücktreten.

### Raffael
Raffael, (1483–1520), Urbino, ausgebildet unter Perugino in Perugia, bevor er nach Florenz kam. Er war später einige Zeit lang Chefarchitekt (nach dem Tod seines Onkels Bramante) für den Petersdom. Auch entwarf und baute er einige weitere Gebäude, die meisten Bauwerke wurden von anderen vollendet. Das einzige von ihm beendete Bauwerk war der Palazzo Pandolfini in Florenz. Es ist ein zweistöckiger Bau, der als markantes Gestaltungselement die Fensteranordnung des Palazzo Farnese vorwegnimmt (Wechsel der dreieckigen und halbrunden Giebel) sowie die Fassung mit dem Bossenwerk an den Gebäudeecken.

## Manierismus
Im Manierismus drifteten die Stilrichtungen in der Architektur weit auseinander, was in den Werken so unterschiedlicher Architekten wie Michelangelo, Giulio Romano, Baldassare Peruzzi und Andrea Palladio abzulesen ist. Der Manierismus leitete den Übergang zum Barock ein.

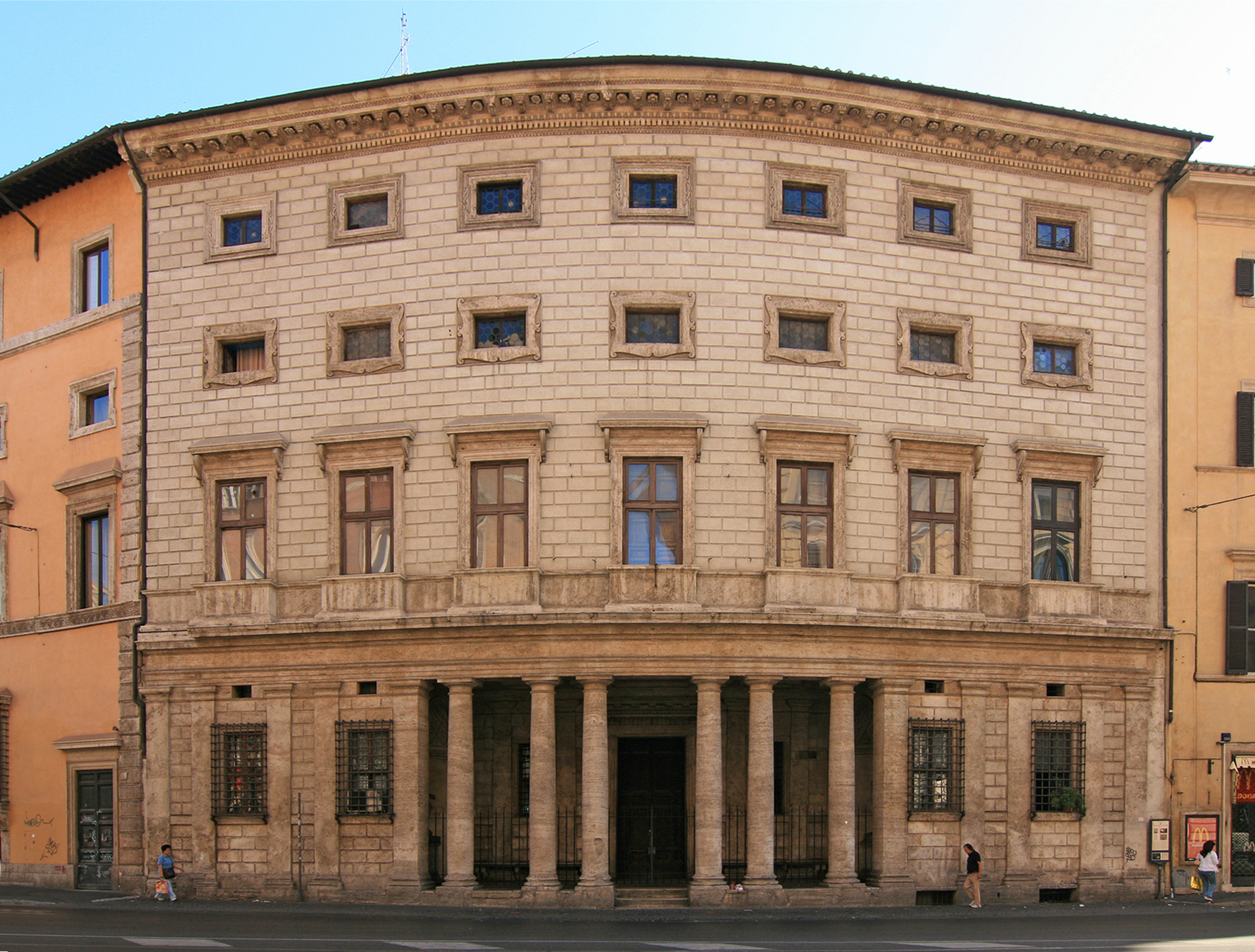
Palazzo Massimo alle Colonne in Rom.

### Peruzzi
Baldassare Peruzzi, (1481–1536), war ein in Siena geborener Architekt, der in Rom arbeitete. Seine Arbeiten bilden die Brücke von der Hochrenaissance zum Manierismus. Seine Villa Farnesina von 1508–1511 ist ein U-förmiger zweigeschossiger Bau, der sich zum Garten mit einer fünfjochigen Loggia öffnet.
Peruzzis bekannteste Arbeit ist der Palazzo Massimo alle Colonne in Rom. Die Straßenfassade folgt dem gekrümmten Straßenverlauf. Im Erdgeschoss markieren sechs Säulen, die inneren vier paarweise angeordnet, den Eingangsbereich. Über dem Piano nobile befinden sich zwei Mezzaningeschosse mit quadratischen Fenstern.

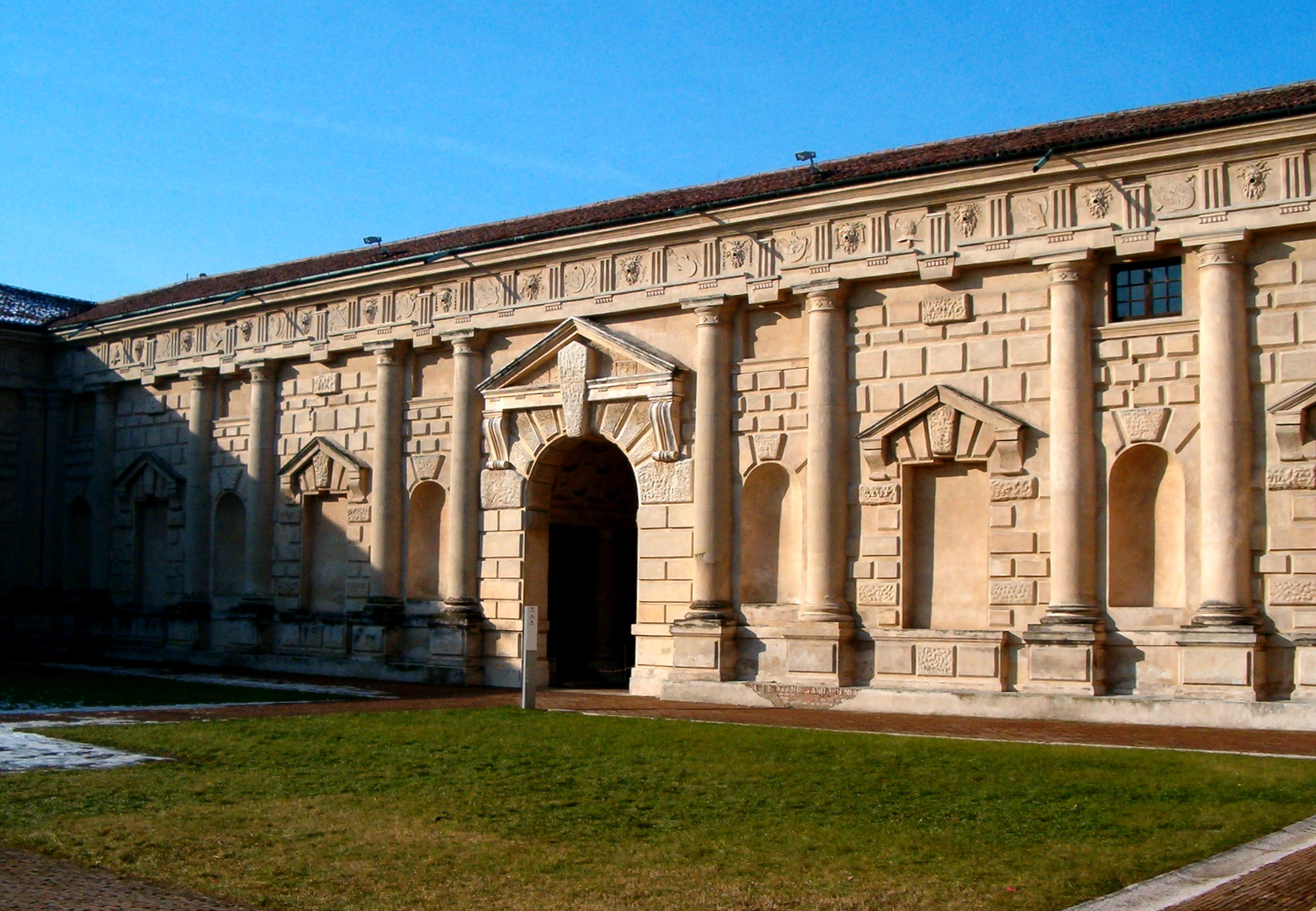
Palazzo Te in Mantua

### Giulio Romano
Giulio Romano, (1499–1546), war ein Schüler von Raffael, dem er bei verschiedenen Arbeiten im Vatikan assistierte So malte er die vatikanischen Loggien mit aus. Romano war auch ein hochtalentierter Bildhauer, er arbeitete für den Herzog von Mantua, Federigo Gonzaga, und entwarf für diesen den Palazzo del Te und weitere Gebäude in Mantua. Der Palast ist gemäß den Regeln der Renaissance gestaltet, bereichert mit skulpturalen Effekten, die die Bildhauerhandschrift im Entwurf offenbaren. Er setzte illusionistische Effekte bei den Skulpturen und Freskenmalereien ein und deutete die kommende Verspieltheit des Barock an. Romano starb am 1. November 1546 in Mantua, als er gerade im Begriff war, als neu ernannter Architekt des Petersdoms in Rom die Stadt zu verlassen.

### Michelangelo

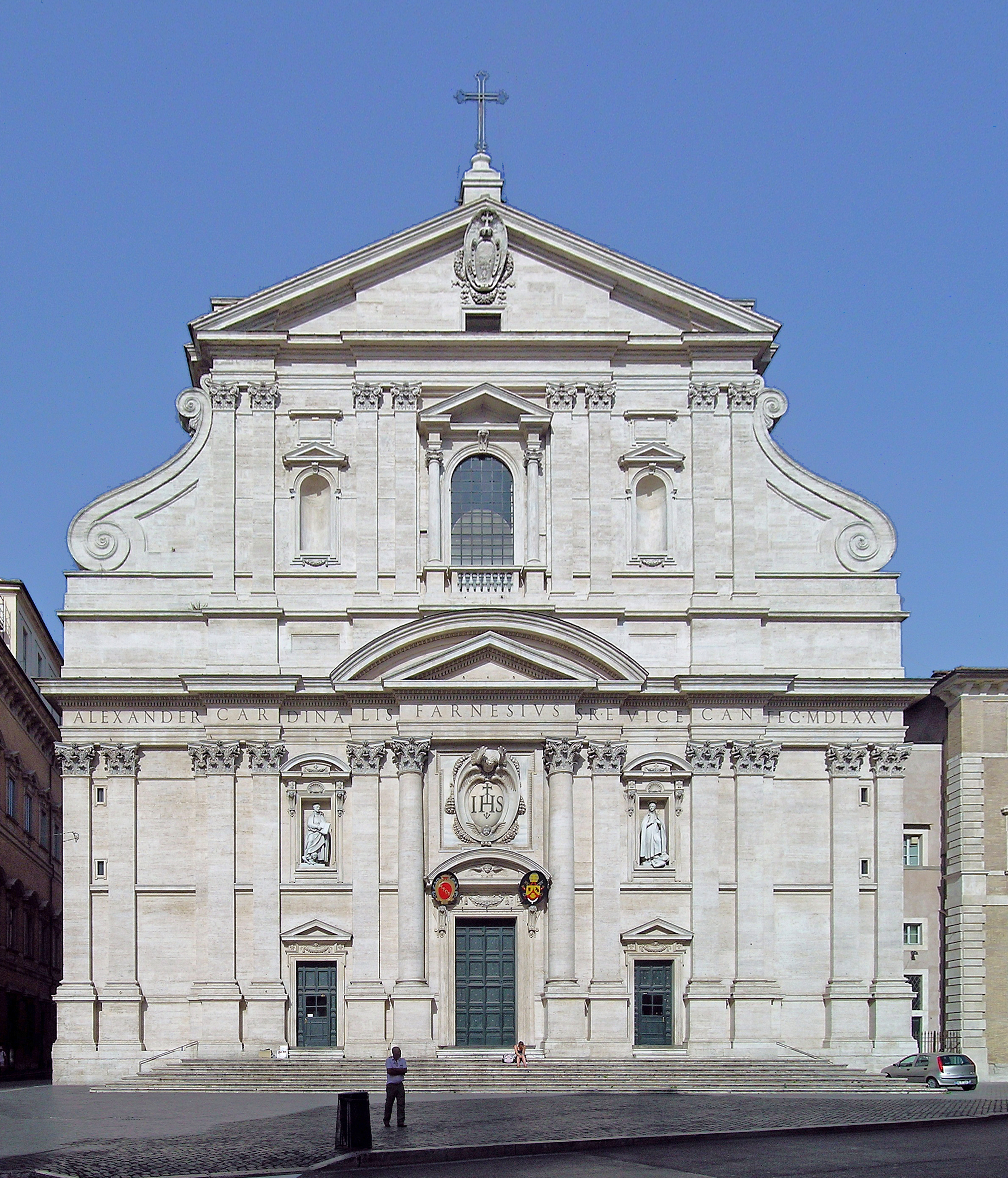
Il Gesù, Fassadenentwurf von Giacomo della Porta

Michelangelo (1475–1564) wurde von seinen Zeitgenossen „Il divino“ (Ital. für „Der Göttliche“) genannt, so stark wurde sein Wirken für die Bildhauer- und die Malkunst und der Architektur eingeschätzt. Er hinterließ auf diesen drei Gebieten herausragende Werke, von denen hier drei architektonische Arbeiten näher dargestellt werden:
- die Laurenziana in Florenz
- das Kapitol in Rom
- der Petersdom in Rom.

Die Laurenziana

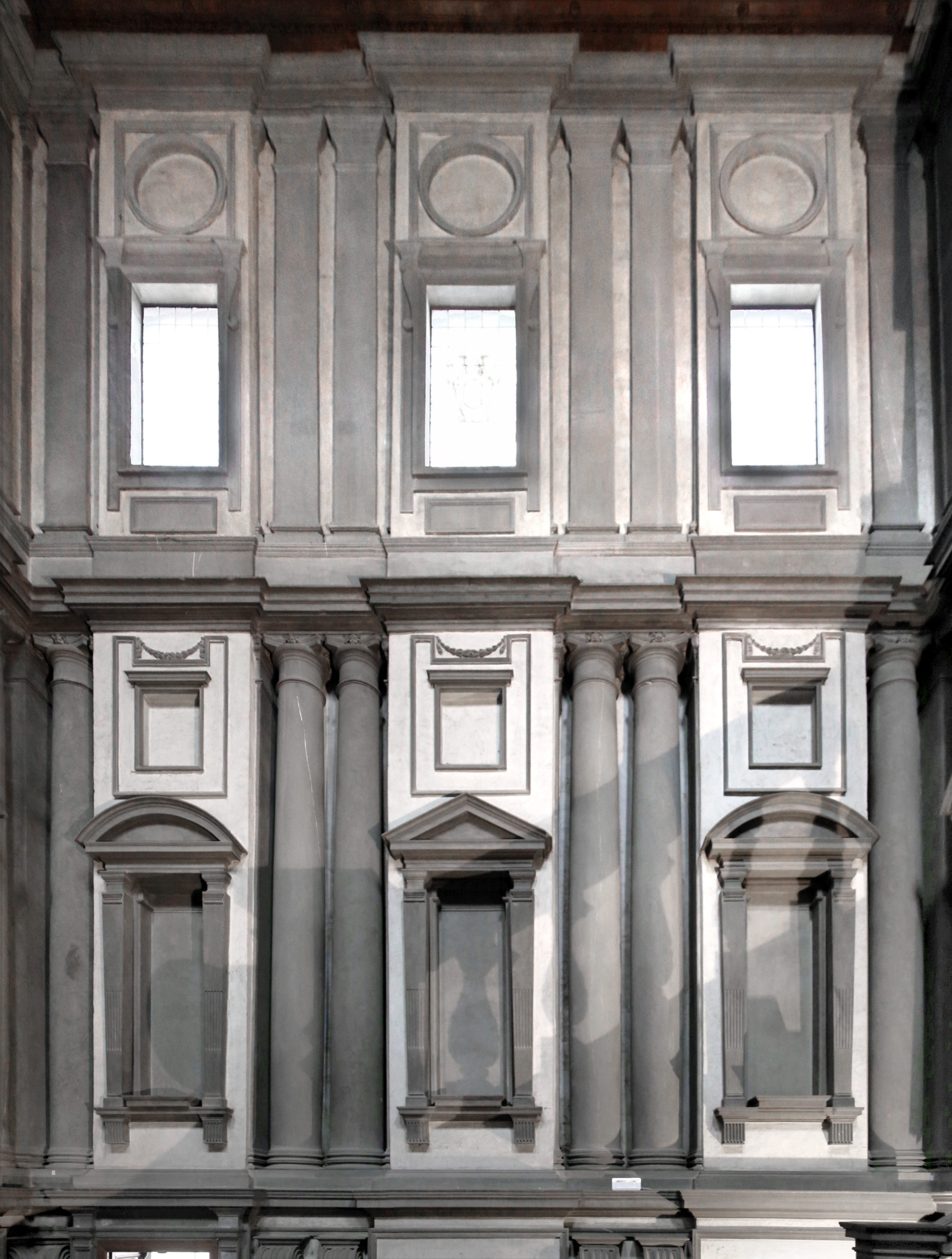
Das Vestibül der Laurenziana

Michelangelo gestaltete für die Bibliothek, die Teil der Klosteranlage von San Lorenzo in Florenz ist, vor allem das Vestibül. Dieses Treppenhaus führt zum Lesesaal der Bibliothek, die nach Lorenzo il Magnifico benannt ist. Michelangelo wurde von Papst Clemens VII., vormals Giulio di Medici, um 1523 beauftragt. Ab 1526 ist seine Planung dokumentiert. Durch den Sacco di Roma ruhten die Bauarbeiten. Um 1555 schrieb Michelangelo einen Brief an Giorgio Vasari, der zusammen mit Bartolomeo Ammanati den Weiterbau leitete, indem er diesem einen neuen Vorschlag unterbreitete. Um 1559 lieferte Michelangelo ein Modell für die Treppe.
Die Treppe dominiert das Treppenhaus derart, dass die Grenzen von Architektur und Bildhauerei fließend erscheinen. Die Treppe strömt wie Lava in den Raum, so Pevsner. Der Treppenraum ist deutlich höher als breit, der Abstand der freistehenden Treppenanlage zu den Innenwänden ist zwar so breit wie die seitlichen Läufe, ist aber kaum wahrzunehmen.
Die Treppe führt in drei parallelen Läufen nach zehn Stufen zu einem Zwischenpodest und von dort in sechs Steigungen zum langgestreckten Lesesaal. Die Stufen des mittleren Laufes sind konvex geformt. Die oberste Stufe trifft dort auf das untere Gesims, welches um den gesamten Raum herumläuft. Auf diesem Band unterteilen paarweise angeordnete, toskanische Säulen jeweils drei Felder einer Wand. Dieser Säulenteil wird durch ein Gesims von der dritten Ebene abgetrennt, die anstelle der Säulen Pilaster erhielt. Dort sind auch die Fenster in den Feldern angebracht, die den Treppenraum beleuchten. Auf der Ebene der Säulen sind die Fensterfelder „blind“ ausgeführt. Ein Gesims unter dem Dach bindet die Konstruktion. Unter dem unteren Gesims sind jeweils unterhalb der Säulen flache „Schnecken“ angebracht, die statische Funktionen vortäuschen.
Das Kapitol

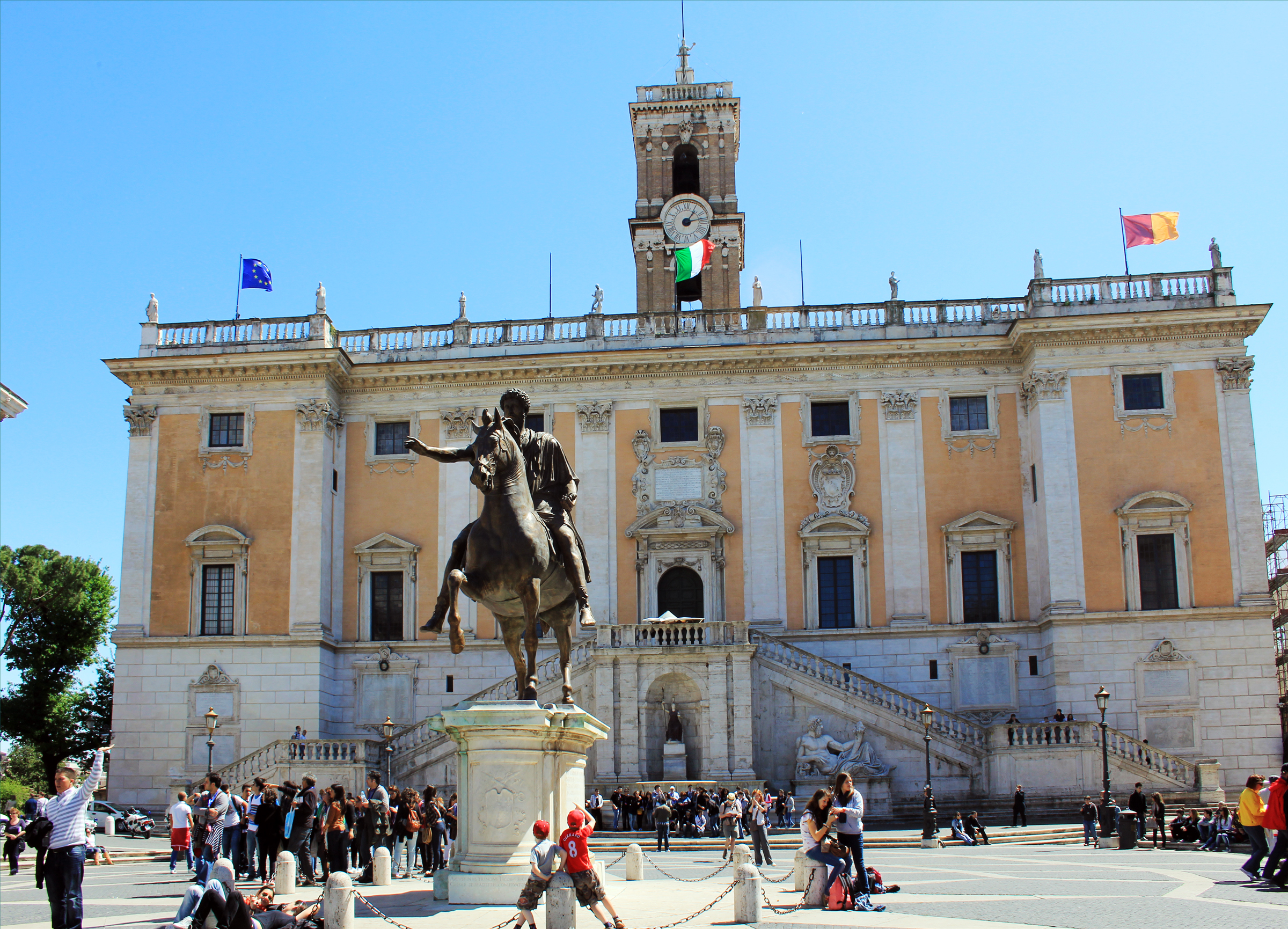
Senatorenpalast

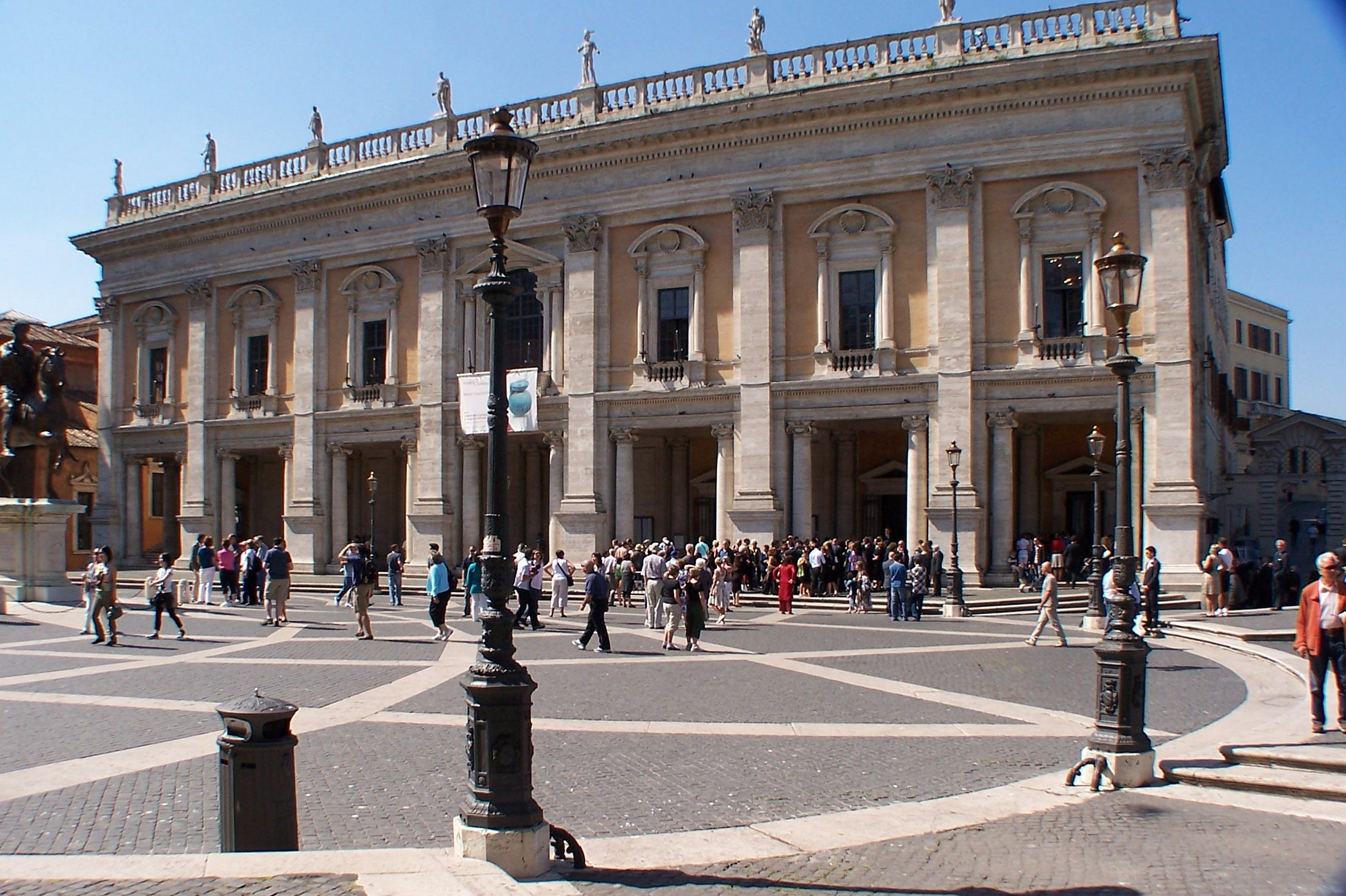
Konservatorenpalast

Das Kapitol war im Rom der Kaiserzeit der Platz, auf dem die heimkehrenden Kriegshelden geehrt wurden, hier endeten die Triumphzüge. Durch den Sacco di Roma von 1527 weitgehend verwüstet, beauftragte Papst Paul III. Michelangelo 1536 mit der Neugestaltung des Platzes aus Anlass des Besuches von Kaiser Karl V.
Michelangelo fand zwei Gebäude vor: den Senatorenpalast, der größtenteils aus antiken Gebäudeteilen des Tabulariums (Staatsarchiv) bestand (erbaut 78 vor Chr.), und den Konservatorenpalast mit einer Arkade zum Platz hin. Beide Gebäude stehen nicht rechtwinkelig zueinander, der Konservatorenpalast dreht ca. acht Grad aus der Achse hervor. Der Zustand des Platzes lässt sich anhand erhaltener Zeichnungen Maarten van Heemskercks erahnen.
Als erste Maßnahme wurde eine antike Reiterstatue (Markus Aurelius) in der Achse zum Senatorenpalast gestellt, das Postament ist ein Entwurf Michelangelos. Für den Senatorenpalast entwarf Michelangelo eine doppelläufige Treppe, vor die er einen Brunnen stellte. An den Rändern setzte er zwei Risalite, die um etwa vier Grad zur Fassade der seitlichen Nachbarpaläste gedreht waren; so vermittelte er die Unrechtwinkeligkeit der einzelnen Gebäude zueinander. Die Fassade des Senatorenpalastes erhielt unten eine Rustika, das obere Geschoss eine Kolossalfassade mit angedeutetem Mezzaningeschoss.
Der Konservatorenpalast erhielt ebenfalls eine Fassade in Kolossalordnung, nur reicht sie hier vom Erdboden der Arkade bis zum Dachgesims. In der Fassade verrät sich Michelangelo als ein Meister der Proportion und der optischen Täuschung. An den kurzen Fassadenseiten ließ er nur zwei kurze Joche bauen, die Längsseite müsste bei gleichen Maßen neun solcher Felder erhalten. Michelangelo verbreiterte hier die Felder, so dass nur noch sieben davon Platz fanden. Dem Betrachter wird so erschwert, die Schiefstellung der Gebäude zu erkennen.
Michelangelo platzierte ein spiegelgleiches Gebäude, den Palazzo Nuovo, den Konservatoren gegenüber, für das er damals noch keine Nutzung vorsah. Der neue Platz bildete so ein Trapez, für den er ein platzgestaltendes Oval mit auffälliger Pflasterung vorsah. Die freie Seite des Platzes erhielt die Cordonata, die Rampe.
Zu seinen Lebzeiten erlebte Michelangelo die Fertigstellung der Treppe mit dem Brunnen, der Cordonata und den Beginn der Umbauarbeiten für die Fassade des Konservatorenpalastes. Der Bau des Palazzo Nuovo erfolgte im 17. Jahrhundert, die auffällige Pflasterung wurde erst in der Regierungszeit Benito Mussolinis verändert realisiert.

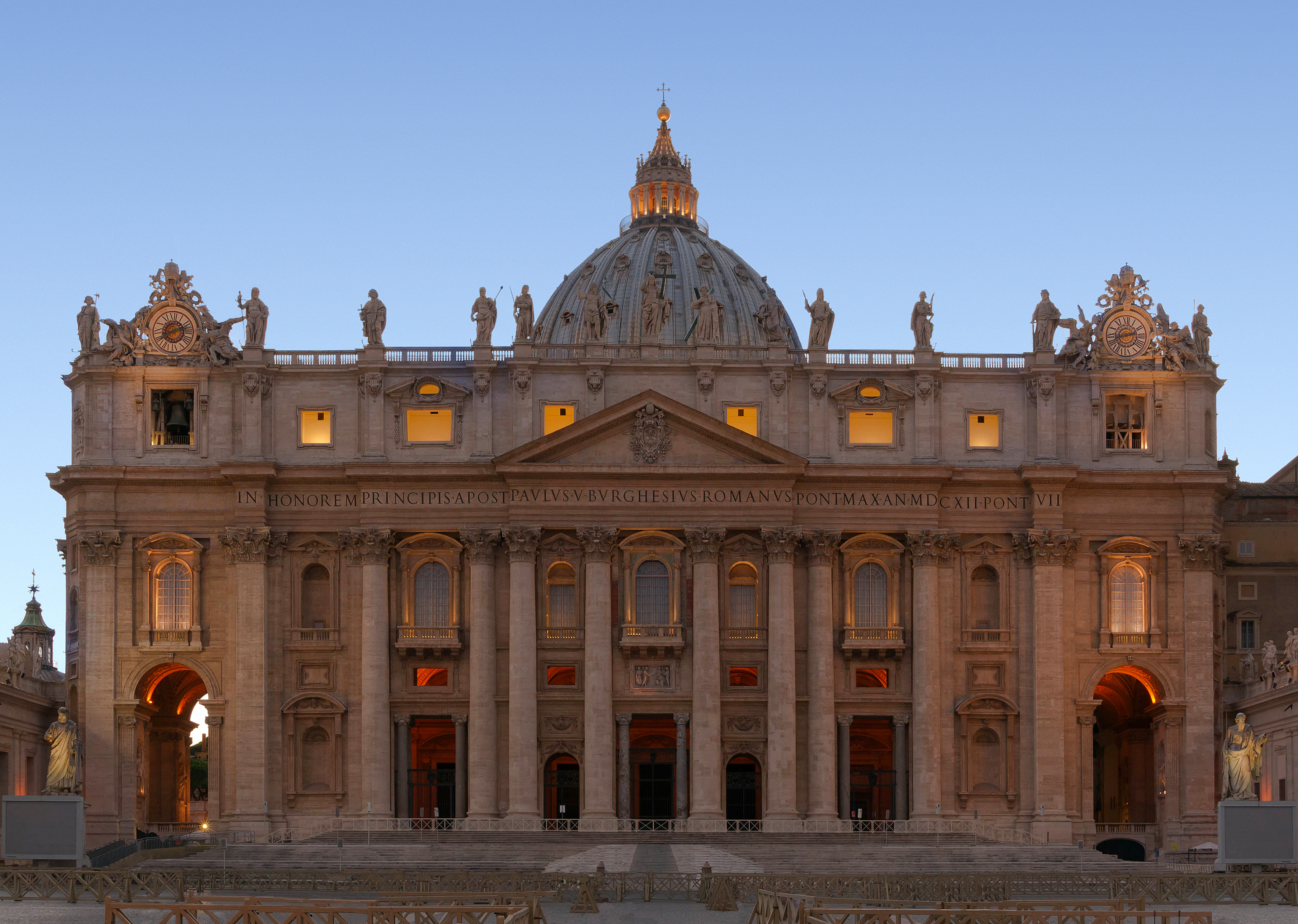
Der Petersdom
Der heutige Petersdom ist das Ergebnis von Entwurfsarbeiten einer Reihe bedeutender Architekten. Bramante zeichnete den Siegerentwurf, und 1506 erfolgte die Grundsteinlegung. Ihm folgten Raffael und Peruzzi und Sangallo, die mit mehrfach geforderten umfangreichen Umplanungen und stetem Geldmangel nur geringe Baufortschritte erzielten. Im Dezember 1546 übernahm Michelangelo die Bauleitung, nachdem der Papst seine Baupläne akzeptiert hatte. Er griff Bramantes Ursprungsplan auf und redigierte ihn zu einer klareren einfacheren Struktur; besonders die Seitenarme und Kuppeln erhielten eine neue Gestaltung. Er vereinfachte den Grundriss, indem er über das Hauptquadrat ein gedrehtes Quadrat gleichen Ausmaßes legte, dessen Ecken angerundet wurden. Die von Bramante erbauten Pfeiler ließ er verstärken. Für die Außenfassade entwarf er eine Kolossalordnung, die an den Rundungen und an den Ecken wie ein Band um das Gebäude herumläuft.
Michelangelos Kuppel ist ein architektonisches Meisterwerk und besteht aus zwei verbundenen Schalen, die mit Rippen unterteilt sind, ähnlich der Domkuppel in Florenz. Für die Kuppel wurde ein aufwendiges Präsentationsmodell angefertigt, es wird Giacomo della Porta zugeschrieben, der als Nachfolger Michelangelo dessen Pläne für die Kuppel nochmals veränderte. Von Michelangelo hat sich ein Holzmodell für das Gewölbe der südlichen Apsis erhalten, das ihm half, die von ihm gewählten Proportionen zu überprüfen. Es misst 39 × 79,5 × 47 cm (Innenmaße). Die beiden Kuppelschalen sind nicht proportionsgleich: Die innere umschreibt genau einen Halbkreis, die äußere ist, für das Auge kaum wahrnehmbar leicht überhöht („gestelzter Bogen“), sie wirkt dadurch imposanter, was ihm für die Fernwirkung der Kuppel in der Stadtsilhouette vermutlich wichtig war; zudem leiten sie so statische Kräfte besser ab.

### Giacomo della Porta
Giacomo della Porta (ca. 1533–1602), wurde als der Architekt bekannt, der dem Petersdom mit dessen markanten Kuppel die heutige Außenwirkung verschaffte. Er folgte Vignola, seinem Lehrer, im Amt des Chefarchitekten für den Petersdom. Er vollendete auch dessen Kirchenbau für il Gesù, mit dessen Fassade der Übergang vom Manierismus zum Barock beginnt, der sich bald ausbreitete, da die Kirche zum Vorbild für zahlreiche Jesuitenkirchen wurde. In Weiterentwicklung der Kirchenbauten von Albertis San Andrea, der den antiken Triumphbogen als Vorbild nahm, und Palladios San Giorgio in Venedig, der zwei Fassaden übereinanderlegte, um die Seitenschiffe einzubinden, schuf Porta in seinem Entwurf eine einheitliche, kohärent wirkende Musterfassade. Einige Architekturhistoriker schreiben diesem Entwurf auch eine deutliche Mitwirkung von Vignola und Michelangelo zu; der Grundriss und der Innenraum stammen eindeutig von Vignola, der viele Gestaltungselemente von San Andrea übernahm (Tonnengewölbe, Gliederung der Innenschiffswände).
Della Porta gliederte die Fassade in fünf Joche (Abschnitte), das mittlere birgt das Eingangsportal, die beiden anschließenden, mit kleineren Türen, präsentieren sich als Teil des Hauptschiffs; sie ragen gleich hoch wie das Portaljoch, und alle drei verbindet ein Dreiecksgiebel. Die beiden äußeren Joche deuten die Seitenkapellen, bzw. Seitenschiffe an, sie sind tür- und fensterlos. Sie sind deutlich niedriger und schließen mit den Schnecken, die Alberti in Santa Maria Novella eingeführt hatte, zum Mittelteil auf. Unterteilt werden die einzelnen Joche mit doppelten Pilastern, gehalten durch ein kraftvoll wirkendes Gesimsband. Die Pilaster, die an die mittlere Eingangstür stoßen, treten als korinthische Säulen etwas aus der Fassade hervor.

### Andrea Palladio

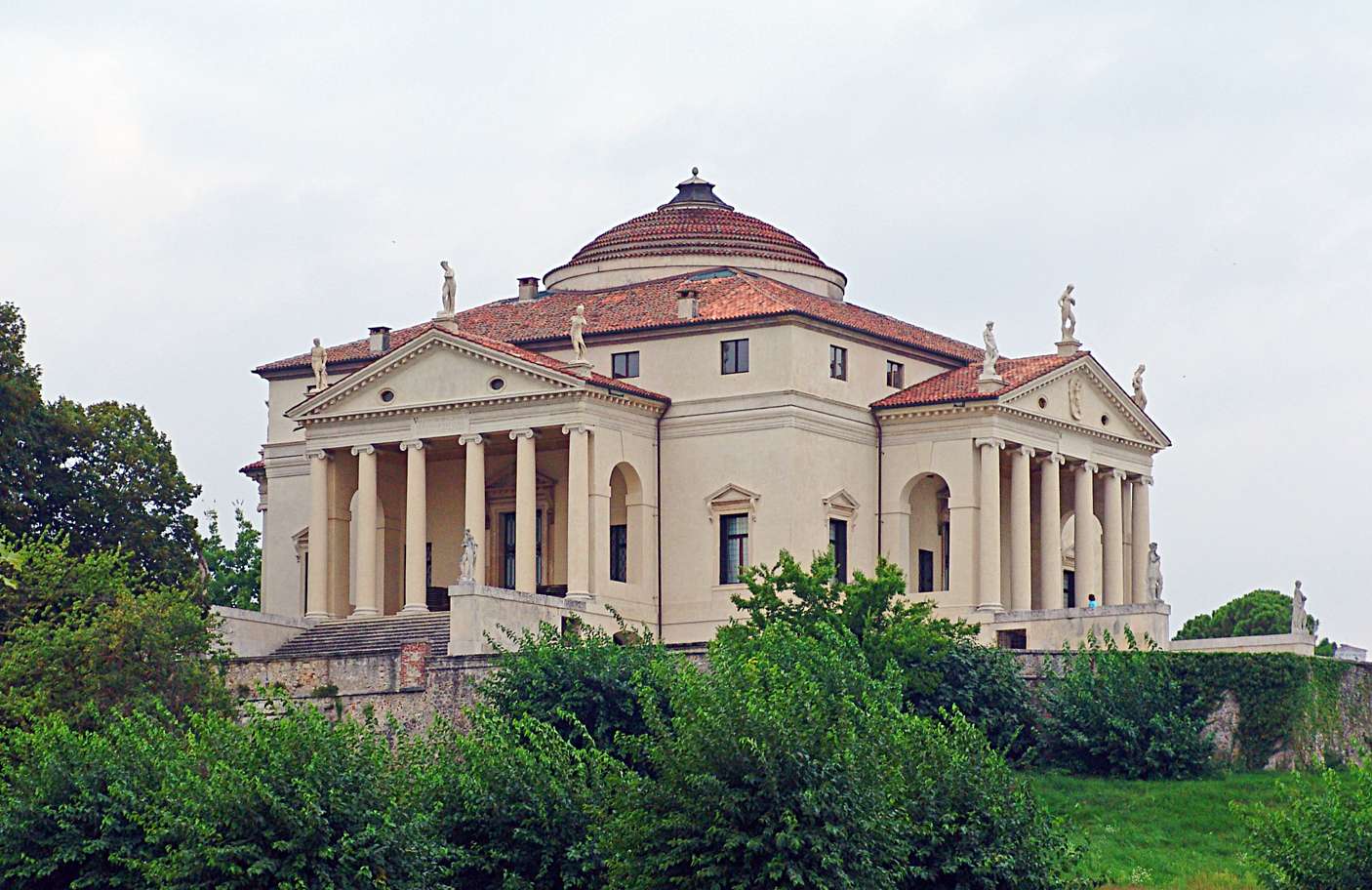
Villa Capra, La Rotonda

Andrea Palladio, (1508–1580), gilt als „der einflussreichste Architekt der gesamten Renaissance“. Als Steinmetz ausgebildet, traf er im Alter von knapp dreißig Jahren den Dichter und Humanisten Gian Giorgio Trissino, der sein Talent erkannte, ihm die Ausbildung zum Architekten (mehrere Studienreisen) ermöglichte und ihn mit potenziellen Bauherren bekanntmachte. Zusammen mit Daniele Barbaro übersetzten beide sehr frei den Vitruv und steuerten mathematische und geometrische Studien bei. Palladio fertigte dafür alle Illustrationen an. Dies gab ihm das theoretische Rüstzeug, um eine eigene Architektursprache zu finden. Nach ihm ist eine Kunstgattung benannt – der Palladianismus, der im England des 18. Jahrhunderts seinen Anfang nahm. Palladio veränderte den architektonischen Stil von Palästen und Kirchen. Auf Studienreisen nach Rom, die ihm sein Mäzen Tressino ermöglichte, untersuchte er das Kolosseum, das Pantheon und auch den Tempietto von Bramante. In seinen Vier Büchern zur Architektur finden sich davon umfang- und detailreiche Zeichnungen.
Das berühmteste Bauwerk Palladios ist die Villa Capra, oder auch La Rotonda genannt, sie liegt auf einer Anhöhe vor Vicenza. Der zentrale Raum ist kreisrund („La Rotonda“ = italienisch für „die Runde“), von diesem gehen kreuzförmig vier Flure ab, die zu Außentüren führen. Jeder der verbleibenden Flächen ist mit gleichen Zimmerfluchten gefüllt. Das Mezzanin- und das Untergeschoss ist nur durch Dienstbotentreppen zu erreichen, die in den Ecken der Zimmerfluchten gestellt sind. Jeder der vier Flure führt nach draußen. Die Außentür führt unter einem großen, überdachten Vorbau mit dreieckigem Giebel, der von sechs Säulen getragen (Hexastyl) wird, zu einer Treppenanlage, die förmlich zur parkähnlichen Freifläche lädt. Der ganze Bau ist eine Inszenierung, ließ aber einen Johann Wolfgang von Goethe an dessen Wohnwert zweifeln: „Inwendig kann man es wohnbar, aber nicht wöhnlich nennen.“
Der Bau ist bis ins kleinste Baudetail proportional komponiert, wenn man die von ihm angefertigten Holzschnitte zugrunde legt, mit vielen Verweisen auf die Vitruvübersetzung. Allerdings weicht der reale Bau von den angegebenen Maßen ab, was Proportionsanalysen erschwert.
Palladio hat über 30 Bauwerke hinterlassen, von seinen Villen ist die Villa Cornaro zu erwähnen, wo er die Gartenfassade mit einer zweigeschossigen Loggia gestaltet, die gemäß den Regeln der Säulenordnung unten ionische und oben korinthische Säulen tragen. Die Regeln der Zentralperspektive wendete er anschaulich in seinem Teatro Olimpico an.

## Die Entwicklung von der Frührenaissance zum Barock
In Italien vollziehen sich die Übergänge von der Frührenaissance über die Hochrenaissance und den Manierismus bis zum Barock scheinbar nahtlos. Pevsner deutete die Wandgestaltung von Michelangelos Laurenziana derart, dass er diesen zum „Vater des Barock“ erkor. Präsentierte sich die Renaissance Italiens als eine kontinuierliche Entwicklung, galt das nicht für andere Regionen Europas. Dort ging die Übernahme deutlich langsamer vonstatten; als in Rom die ersten Teile der alten Peterskirche abgebrochen wurden, ließ Heinrich VII. (England) an die Westminster Abbey in bester englischer Gotik die Neue Sakristei bauen.
Als sich der Barock Anfang des 17. Jahrhunderts etablierte, wurden mit dem Queen’s House und Banqueting House in Whitehall (London) die ersten reinen Renaissancebauten errichtet. Vorher wurde dort mit unterschiedlichen Stilformen mit Anleihen aus der klassischen Architektur experimentiert. Die Wiederherstellung der Monarchie 1660 wandelte das gesellschaftliche Klima, und der Wandel zum Barock setzte ein. In ähnlicherweise Weise erfolgte in vielen Teilen Europas die Hinwendung zur Renaissance, die Bauwerke Brunelleschis oder Michelozzis galten als klassische Vorbilder, die schnell den regionalen Bedingungen angepasst wurden. Die Ausbreitung des Barock und die Auseinandersetzung mit der als konservativ geltenden Renaissance wurde durch die Religionskonflikte um die Reformation und Gegenreformation bestimmt.

## Die Ausbreitung der Renaissance-Architektur außerhalb Italiens
Das 16. Jahrhundert war durch die wirtschaftliche und politische Vormachtstellung Frankreichs und Spanien bestimmt, später drängten auch Holland, England, Deutschland und Russland hervor. Da die wenigsten Baumeister außerhalb Italiens den sich dort neu entwickelnden Baustil aus eigener Anschauung kannten, wurde er vor allem durch Bücher rezipiert. Die dort aufgestellten Theorien wurden dann aber oft recht eigenwillig interpretiert, wodurch unterschiedliche regionale Varianten entstanden. Die wichtigsten Autoren waren Sebastiano Serlio (1475–1554), Giacomo Barozzi da Vignola (1507–1573), Andrea Palladio (1508–1580) und Vincenzo Scamozzi (1548–1616). Giorgio Vasari (1511–1574) nahm durch seine Architekten-Biographien eine erste kunsthistorische Bestandsaufnahme vor.
Italienische Architekten waren im Europa des 16. Jahrhunderts begehrt, so zog es Sebastiano Serlio nach Frankreich, Aristotele Fioravanti nach Russland, und Francesco Fiorentino wirkte in Polen. Bald studierten Nicht-Italiener im Ursprungsland der Renaissance und importierten den neuen Stil: Philibert de l’Orme in Frankreich, Heinrich Schickhardt in Süddeutschland, Juan Bautista de Toledo in Spanien und Inigo Jones in England.
Bücher und Kunstdrucke warben mit Plänen und Zeichnungen für den neuen Stil und verbreiteten sich bis weit nach Nordeuropa. Bekannte Zeichner waren Androuet du Cerceau aus Frankreich oder Hans Vredeman de Vries aus den Niederlanden. Der Deutsche Wendel Dietterlin veröffentlichte seine Architectura um 1598 in Nürnberg, in der die Renaissance sehr frei interpretiert wird.

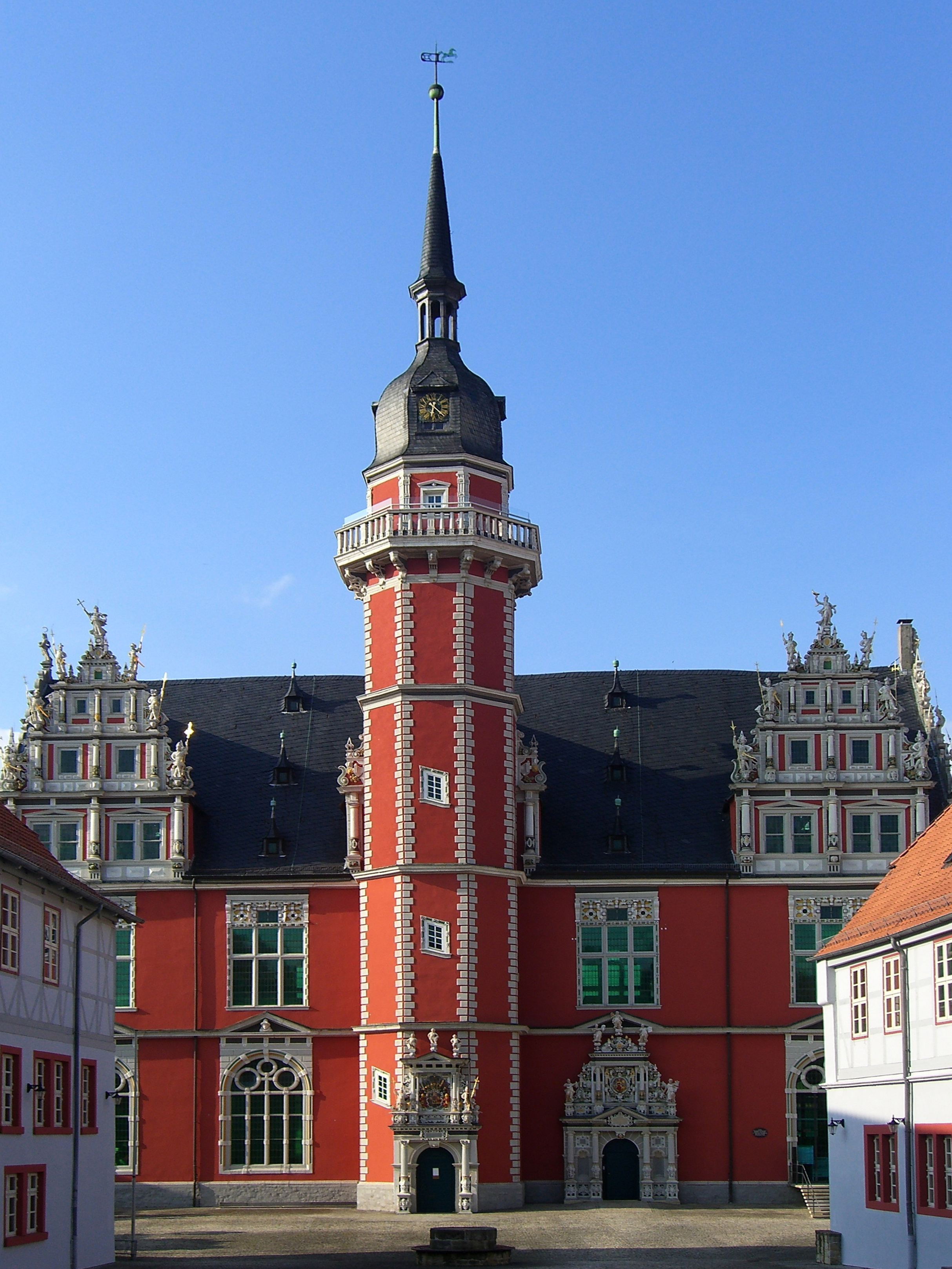
Das Juleum in Helmstedt

### Deutschland
Italienreisende wie der Philosoph Johannes Reuchlin und der Maler Albrecht Dürer, dessen Schriftwechsel mit Raffael sich erhalten haben, importierten die neuen Ideen. Sehr interessiert waren unter den Auftraggebern für neuartige Architektur besonders die um sichtbares Prestige konkurrierenden Fürsten und reiche Kaufleute in größeren Handelsstätten. Als bedeutende Bauten der Renaissance in Deutschland gelten die Fuggerhäuser in Augsburg, die Stadtresidenz Landshut, das Heidelberger Schloss, das Schloss Johannisburg in Aschaffenburg und das Nürnberger sowie Augsburger Rathaus. In Köln realisierte Wilhelm Vernuken ab 1567 den zweigeschossigen Vorbau für das Rathaus. Die Kirche St. Michael in München, errichtet zwischen 1583 und 1597, ist die größte katholische Renaissancekirche nördlich der Alpen mit 20 Meter weitem Backstein-Tonnengewölbe. Sie wurde zu einem Zentrum der Gegenreformation. Der Einfluss der Kirche Il Gesù in Rom ist deutlich erkennbar. Die größte protestantische Renaissance-Kirche mit stützenfreiem Innenraum und 20 Meter freitragender Flachdecke ist die württembergische Stadtkirche Göppingen, erbaut 1618–1619 von Heinrich Schickhardt.
Beim Augsburger Rathaus ist der flämische Einfluss am Giebel deutlich erkennbar. In Norddeutschland ist der damals neuartige Dekor für die seit der Spätgotik verbreiteten Treppengiebel an vielen Bürgerhäusern der Hansestädte wie Stralsund, Wismar, Lüneburg oder Lübeck und an vielen Bauwerken der Weserrenaissance zu sehen. Einige freistehende Schlösser entstanden zur gleichen Zeit: Schloss Güstrow, Schloss Plön, Schloss Torgau und der Umbau des Schweriner Schlosses. Sie halten sich meist in ihrer Ornamentik zurück. Kunsthistorisch zählen sie zur nordischen Renaissance.

### Frankreich

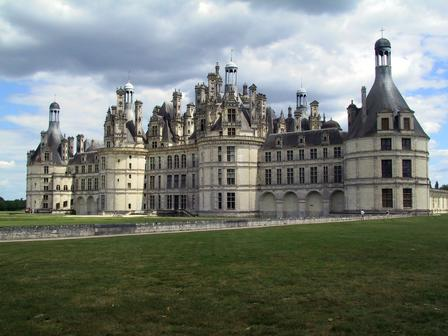
Französische Renaissance: Schloss Chambord (1519–1539)

Frankreich war im 16. Jahrhundert in mehrere Kriege in Norditalien verstrickt, eine Beute war der Renaissancestil, der so Einzug in Frankreich hielt. Im Loiretal entstanden schnell mehrere Burgen und Schlösser, von denen das Schloss Amboise künstlerisch hervorsticht, nicht nur weil Leonardo da Vinci seit ca. 1495 hier seine letzten Lebensjahre verbrachte.
Weitere bedeutende Bauten, die teilweise wegen der langen Bauzeit in anderen Baustilen beendet wurden, sind:
- Schloss Montsoreau ab 1453 unter Jean de Chambes
- Schloss Chambord ab 1519 unter Einbeziehung der älteren Bauteile wie der Rundtürme
- Schloss Fontainebleau ab 1528 durch Gilles le Breton
- Louvre in Paris, ab 1546 unter Pierre Lescot.[39]

### Niederlande

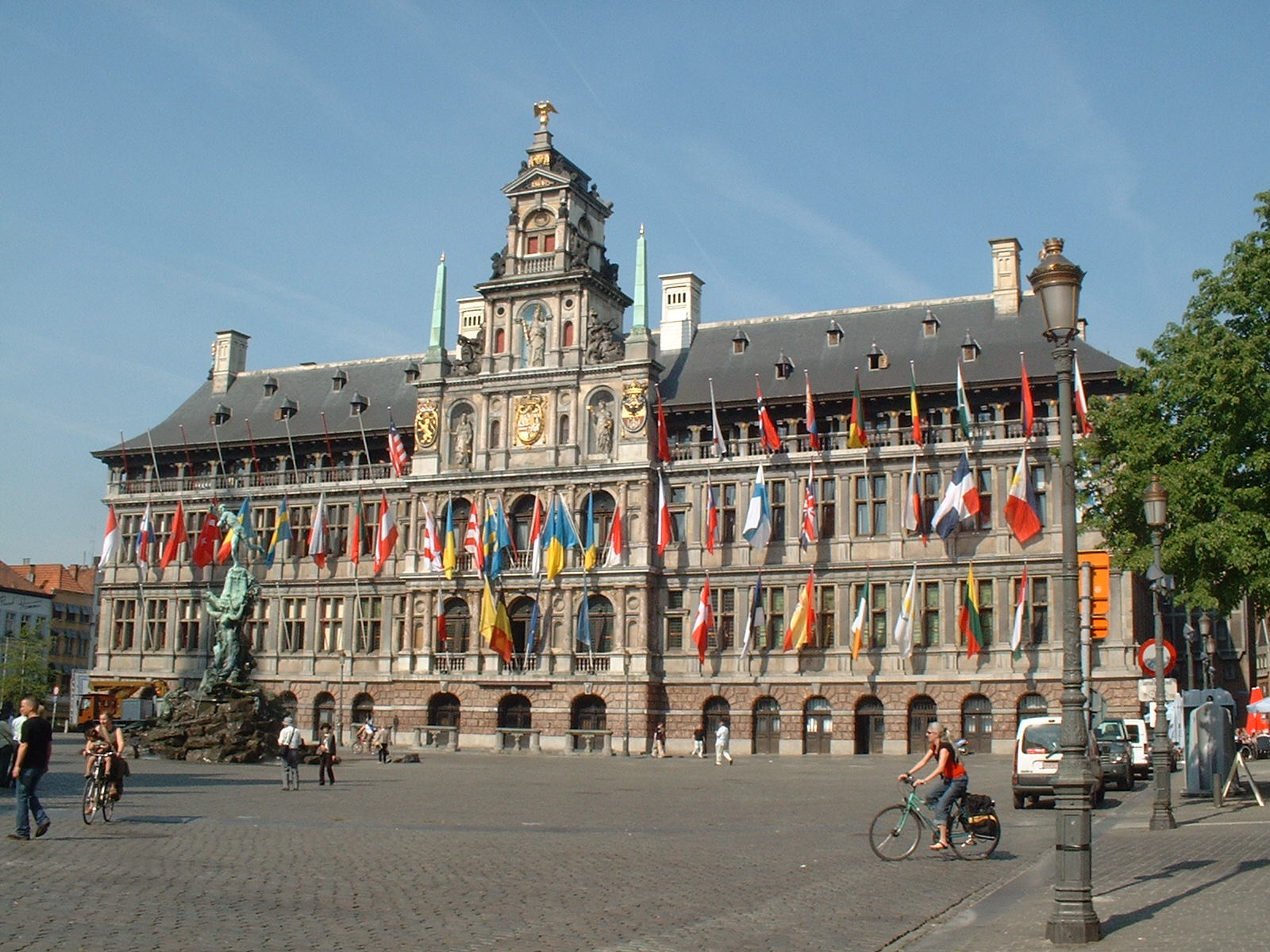
Antwerpen, Rathaus (fertiggestellt um 1564)

Wie in der Malerei benötigte die Renaissance-Architektur ihre Zeit, um in den Niederlanden Fuß zu fassen. Das erste bedeutende Bauwerk, das Rathaus von Antwerpen, das um 1564 fertiggestellt war, schuf Cornelis Floris de Vriendt. Es bildete mit seinem mittigen Giebelturm für lange Zeit das Vorbild für viele Rathäuser im nördlichen Europa. Die niederländische Renaissance zeigte auch das Weiterverwenden gotischer Architektur, die nun mit größeren Fenstern dem neuen Stil angepasst wurden.
Im frühen 17. Jahrhundert beeinflusste Hendrick de Keyser maßgeblich die Architektur seines Landes, die geprägt war durch schmale Bürgerhäuser, die Straßenfronten dominierten Treppengiebel, die in der Renaissance und im aufkommenden Barock beibehalten wurden und auch mit Schnecken verziert wurden, die so als Volutengiebel zu bezeichnen sind. Die Steinmetzarbeiten wurden hier eher flach ausgeführt, im Gegensatz zu Italien.
Im Maasgebiet, welches sich die Niederlande mit Belgien teilen, konnte sich ferner die Maasländische Renaissance ausbilden.

### England

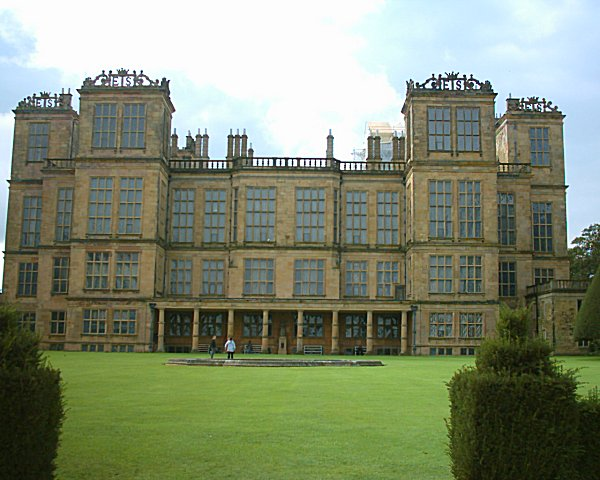
Englische Renaissance: Hardwick Hall (1590–1597).

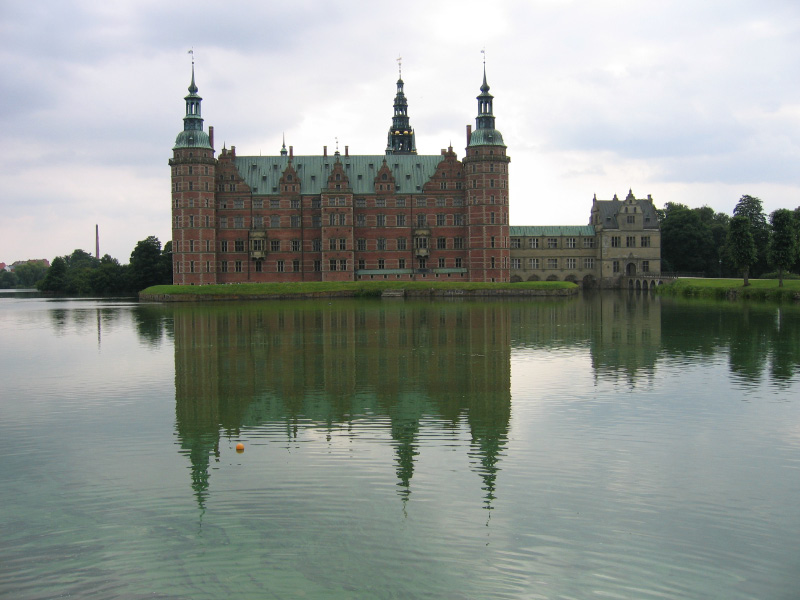
Nordische Renaissance: Schloss Frederiksborg (1602–1620)

Die Renaissance-Architektur erreichte England in der Regierungszeit von Elisabeth I., als der spätgotische Tudorstil allmählich Renaissanceformen annahm; man bezeichnet diesen Übergang als Elisabethanische Architektur. Erste Bauten wurden unter starkem Einfluss der niederländischen Abwandlung der Renaissance auf dem Land errichtet. Ein Beispiel dieser Art ist das Longleat House. Die Elisabethanische Architektur ging ihrer weiteren stilistischen Ausprägung, der Jakobinischen Architektur des 17. Jahrhunderts und bis zu einem gewissen Grad auch dem Palladianismus voraus, der durch eine Handvoll prominenter Aufträge aus Hofkreisen durch Inigo Jones eingeführt wurde. Er hatte in Italien studiert, und die Arbeiten Palladios beeinflussten ihn stark. Nachdem er nach England zurückgekehrt war, schuf er voller Enthusiasmus das Queen’s House bei Greenwich ab 1616 und das Banqueting House in Whitehall drei Jahre später. Die Bauwerke gelten mit ihren symmetrischen Proportionen, hervorragender Ausführung und reicher Innenausstattung als Meisterwerke und waren Vorbilder für den bald darauf einsetzenden Klassizistischen Barock; das Queen’s House gilt zugleich als erster Bau von dessen angelsächsischer Ausprägung des Palladianismus. Das Verständnis für klassizistische Formen war seinerzeit in Großbritannien wenig verbreitet und Queen’s House erschien den Zeitgenossen als revolutionär. Das Gebäude wirkte stilbildend und galt während der nächsten zwei Jahrhunderte als Vorbild für klassizistische Bauten und Herrenhäuser in ganz England und den Kolonien.

### Skandinavien
Die Renaissance-Architektur, die ihren Weg nach Skandinavien fand, war durch die flämische Architektur beeinflusst, was am Schloss Frederiksborg an den hohen Giebelfeldern abzulesen ist. Sie erreichte Dänemark unter der Regierungszeit von Friedrich II. und besonders Christian IV. Durch die zeitgleich entstandenen französischen Schlösser angeregt, entwarfen flämische Architekten Meisterwerke wie das Schloss Kronborg in Helsingør und das Frederiksborg Schloss in Hillerod (1602–1620). Letzterer ist der größte Palast der Renaissance in Skandinavien.
Als sich Gustav I. Wasa als neugewählter König von Schweden daran machte, die protestantische Reformation zu sichern, kam der Bau von Kirchen und Adelspalästen nahezu zum Stillstand. Er konzentrierte sich zwecks Machterhalt darauf, schlossartige Burgen zu bauen. So entstanden zu seiner Zeit das Schloss Gripsholm (1537–1544), das Schloss Kalmar und das Schloss Vadstena; alle erhielten durch umfangreiche Umbauten von Vorgängerbauten ihren heutigen Renaissance-Charakter.
Die Renaissancearchitektur in Norwegen konnte sich aufgrund der Pest nur deutlich langsamer durchsetzen. So wurden nur wenige Bauwerke im neuen Stil errichtet, der bekannteste ist der Rosenkranzturm als Teil der Festung Bergenhus. Weitere sind die Baronie Rosendal in der Region Hardanger sowie die Festung Akershus, die von 1596 bis 1646 von italienischen Festungsbaumeistern von einer Festung zu einem Renaissanceschloss umgebaut wurde. In Finnland haben sich keine nennenswerten Bauwerke der Renaissance erhalten.

### Spanien

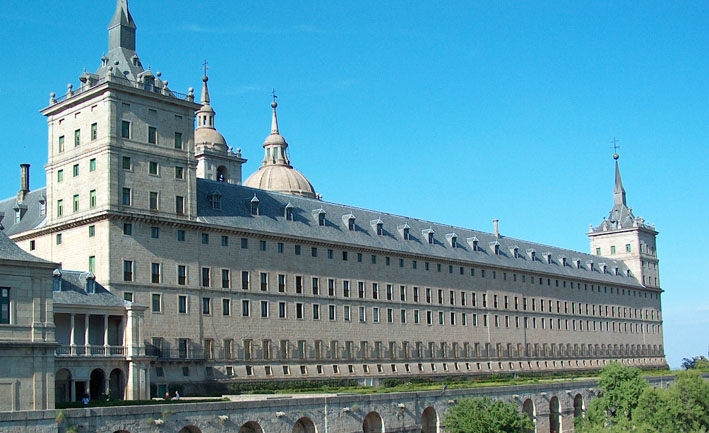
Der Escorial, Spanien

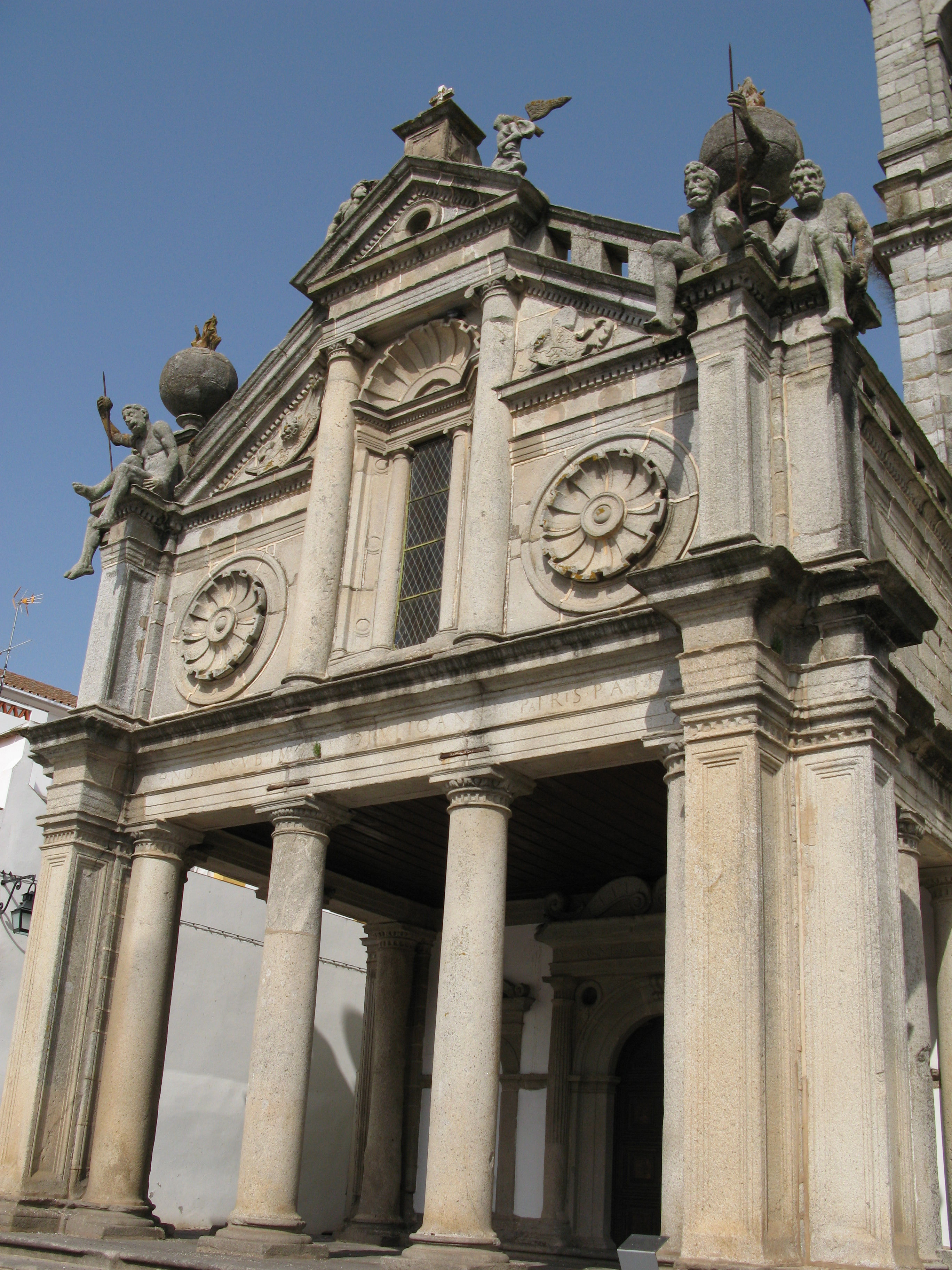
Gnadenkirche in Évora, Portugal (1530–1540)

In Spanien des ausgehenden 15. Jahrhunderts erfolgte die Übernahme der Renaissance mit deutlichen Weiterverwendungen gotischer Formen. Der neue Stil wurde Plateresque genannt, wegen der extrem dekorierten Fassaden, die an die überbordenden Dekorationen der damaligen Silberschmiedearbeiten, die Plateros, erinnern. Die klassische Ordnung wurde übernommen und mit traditionellen und starken maurischen Einflüssen (Mudéjar-Stil) zu einem neuen Ganzen verwoben.
Ab der Mitte des 16. Jahrhunderts gelang es, einen stärkeren Bezug zur römischen Antike herzustellen, mit Anleihen an den Manierismus, wie die Arbeiten der Architekten wie Pedro Machuca, Juan Bautista de Toledo und Juan de Herrera zeigen. Ein bekanntes Bauwerk im Renaissancestil mit antikisierender Rustizierung ist der Palast Karls V. in Granada. Der „Herrera-Stil“ ist allerdings im Gegensatz zum Plateresken Stil streng und fast ornamentlos, in Nachfolge der gotischen Bettelordensarchitektur. Bekanntestes Beispiel ist der Escorial.
Mit den Konquistadoren gelangten diese Stilvarianten auch nach Mittel- und Südamerika. Während die Kathedrale von Santo Domingo und der Konvent San Miguel von Huejotzingo noch spätgotische Bauwerke aus der ersten Hälfte des 16. Jahrhunderts sind, mit Fassaden im frühen Plateresk, sind die mexikanischen Missionsstationen teils noch im gotischen, überwiegend aber im strengen Stil der Herrera-Renaissance gestaltet. Die Kathedrale von Cartagena (Kolumbien) ist ein Renaissance-Bauwerk.

### Portugal
Wie in Spanien vollzog sich die Übernahme des Renaissancestils in Portugal in Abschnitten. Bauwerke, in gotischem Stil erbaut, wurden mit Stilelementen der Renaissance dekoriert. Dieser Stil wird Manuelinik, (ca. 1490–1535), genannt. Der Torre de Belém, eine gotische Verteidigungsanlage, wurde um eine Loggia im Renaissancestil ergänzt. Das Mosteiro dos Jerónimos (Hyronimus-Kloster) in Lissabon erhielt Portale, Säulen und einen Kreuzgang, die mit Renaissance-Ornamenten dekoriert wurden.
Die ersten reinen Renaissancebauwerke erschienen unter der Regierungszeit Johanns III, wie die Kapelle Nossa Senhora da Conceição in Tomar (1532–1540), die Porta Especiosa an der alten Kathedrale Sé Velha von Coimbra und die Gnadenkirche in Évora (ca. 1530–1540), der Kreuzgang der Kathedrale von Viseu (ca. 1528–1534) und des Convento de Cristo in Tomar (1557–1591). In Lissabon zählt die São Roque-Kathedrale (1565–1587) zur Frührenaissance, das Kloster São Vicente de Fora (1582–1629) zum Manierismus, beide wurden zum Vorbild für Nachfolgebauwerke in den portugiesischen Kolonien, etwa einigen der Kirchen von Velha Goa (Indien).

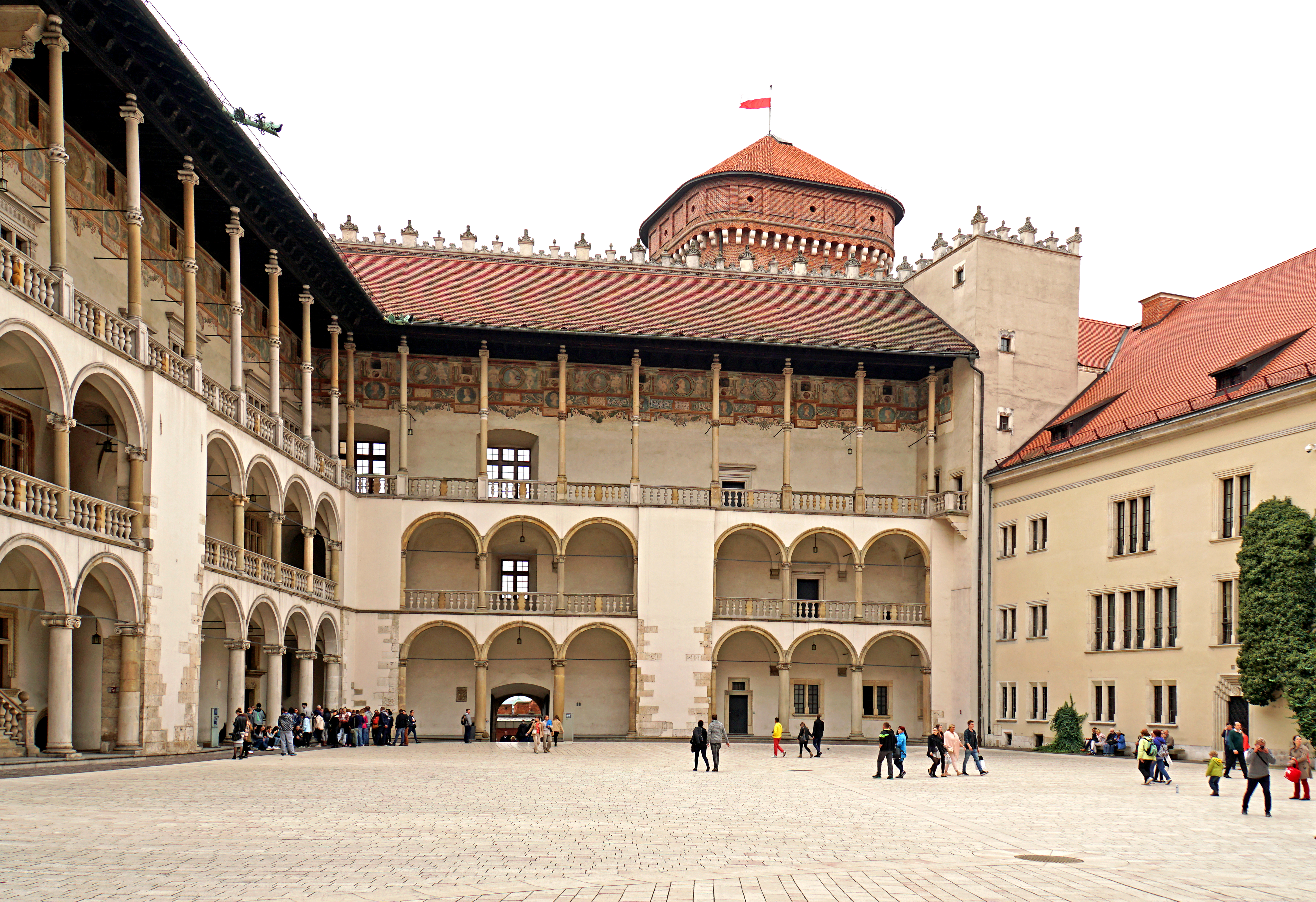
Innenhof der Wawel-Burg, Krakau

### Polen
Die polnische Renaissance-Architektur wird in drei Zeitabschnitte unterteilt: Die erste Periode (1500–1550) wird auch die italienische genannt. Die meisten Renaissancebauwerke wurden von italienischen Architekten errichtet, so der Innenhof der Wawel-Burg und die Sigismund-Kapelle von Francesco Fiorentino und Bartolomeo Berrecci aus Florenz.
In der zweiten Periode (1550–1600) war die Renaissance-Architektur in Polen angekommen; eine Reihe von Bauwerken entstanden, die Anklänge an den Manierismus aufweisen oder den flämischen Einfluss besonders in Pommern zeigen: die Krakauer Tuchhallen, von Santi Gucci Rathäuser von Tarnów, Sandomierz (Umbau eines gotischen Vorgängerbaus), Chełm (zerstört) und am bekanntesten das in Posen.
In der dritten Phase (1600–1650) beherrschten die immer mächtiger werdenden Jesuiten im Zuge der Gegenreformation die Entwicklung und forcierten den manieristischen und barocken Baustil.

### Ungarn

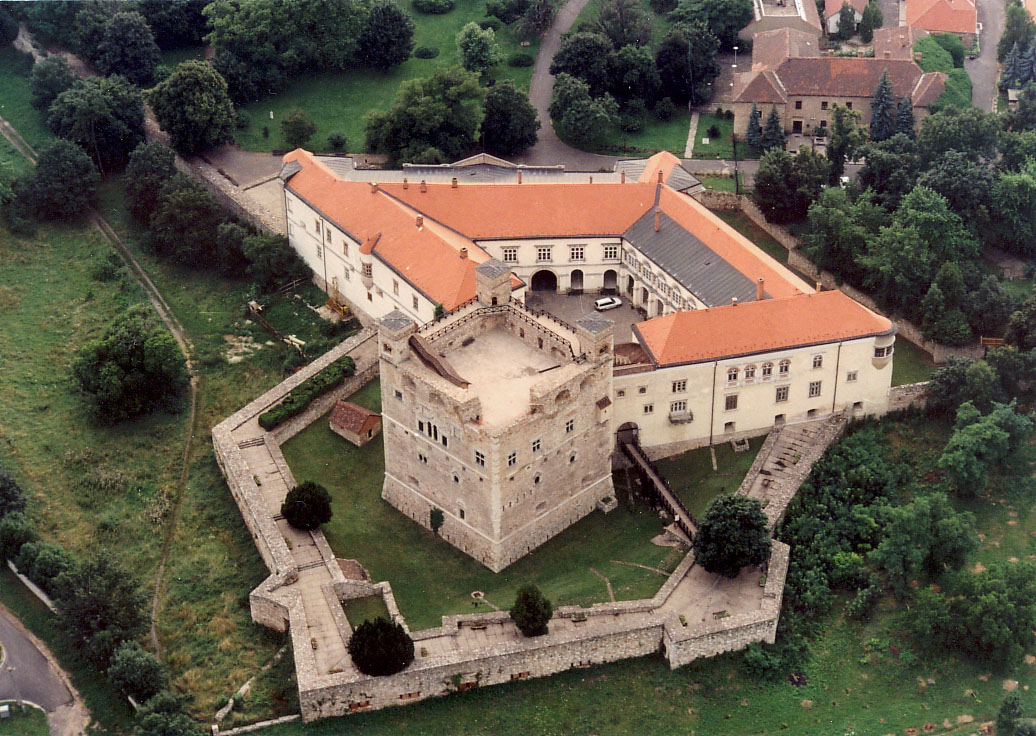
Burg Rákóczi in Sárospatak mit Renaissance-Wohnturm

Das Königreich Ungarn war eines der ersten Länder, die von der Renaissance beeinflusst wurden; der Stil erreichte das Land, als König Matthias Corvinus 1476 Beatrix von Aragón, die Tochter des Königs von Neapel, heiratete. Viele italienische Künstler und Handwerker begleiteten die neue Königin in ihre neue Heimat. Die Basilika von Esztergom mit der Bakócz-Kapelle ist ein herausragendes Ergebnis.

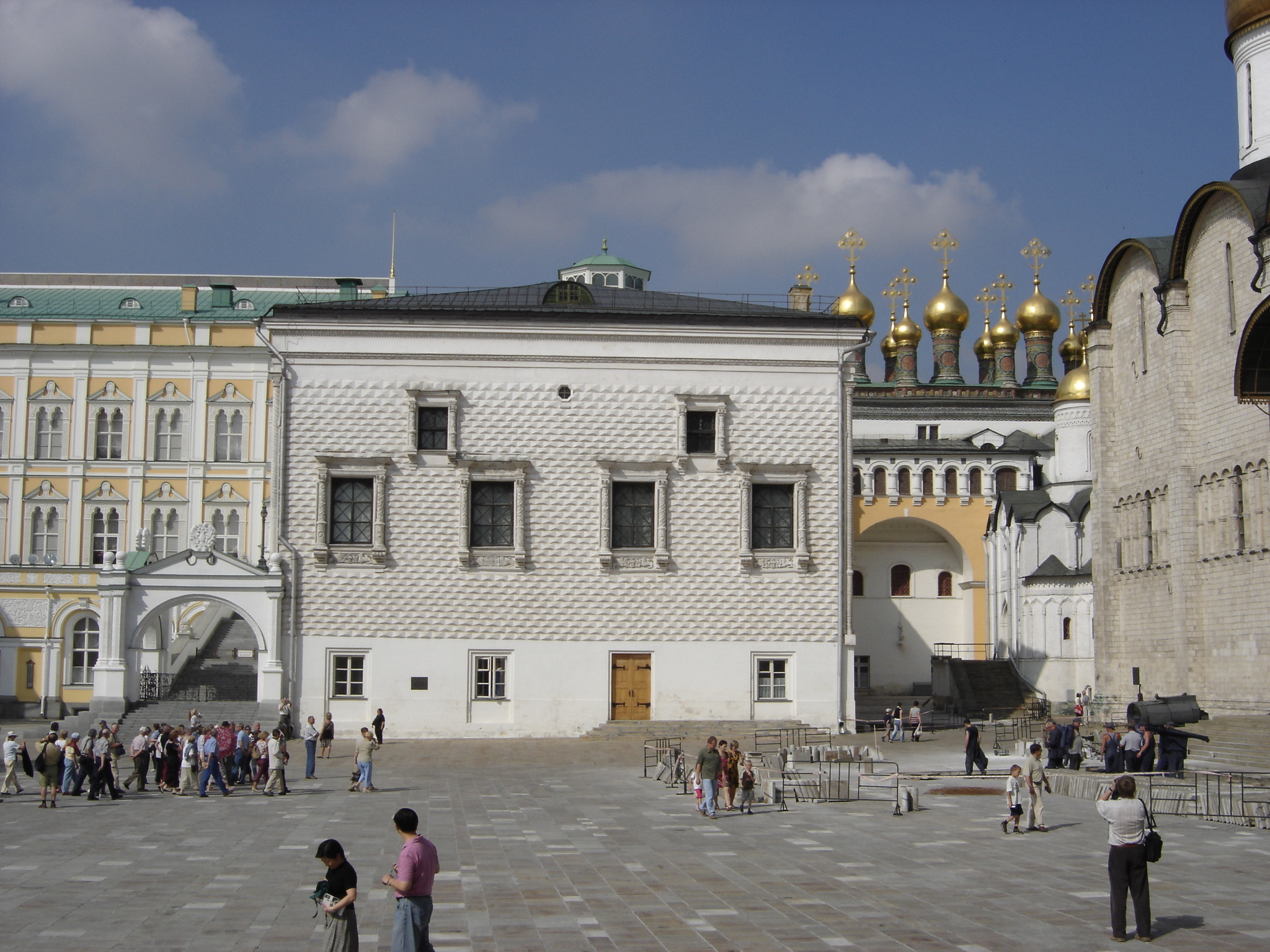
Der Facettenpalast im Moskauer Kreml

### Russland

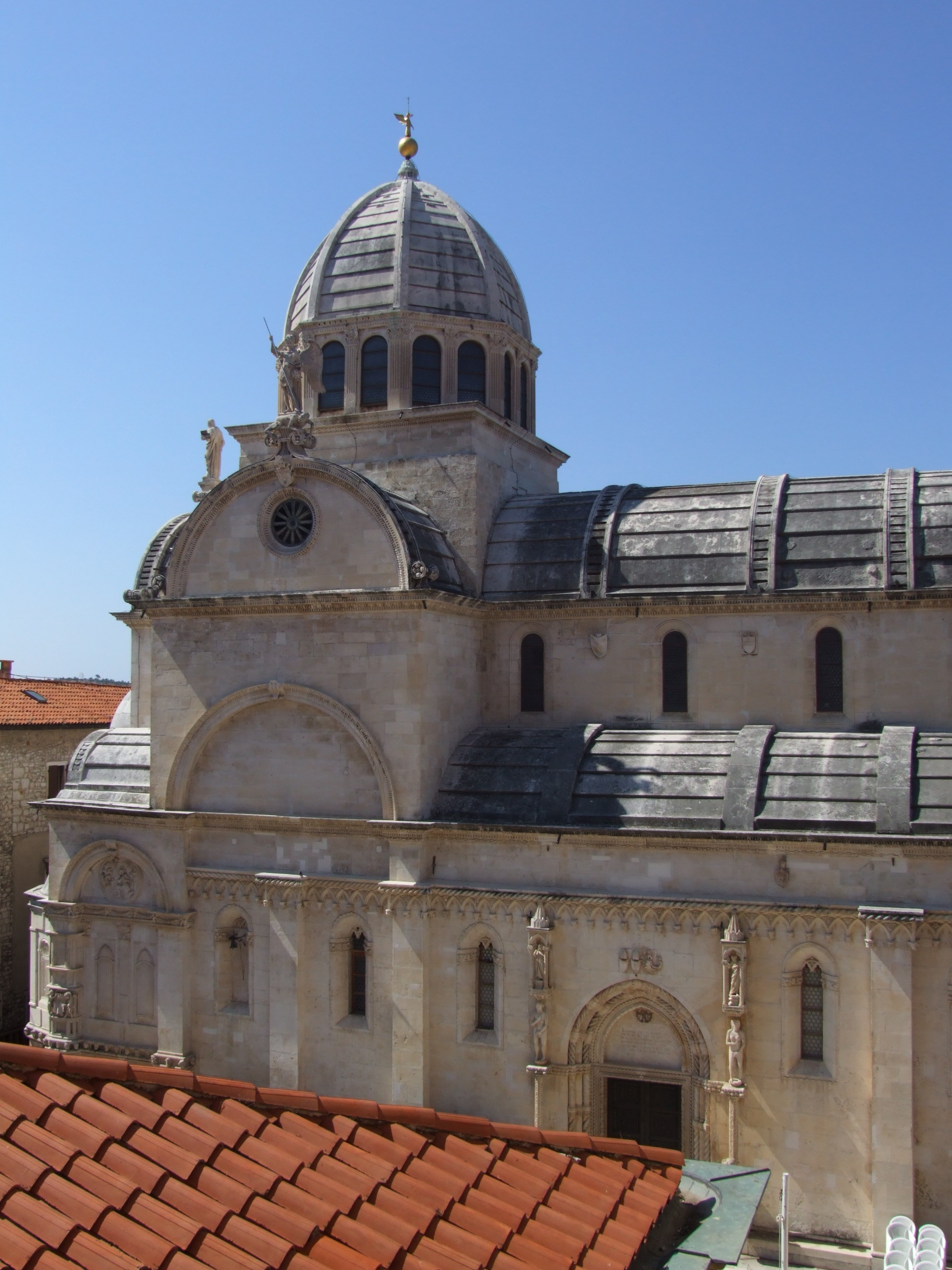
Kathedrale des Heiligen Jakob (Šibenik)

Großfürst Iwan III. lud eine Reihe italienischer Architekten ein und führte so die Renaissance in Russland ein. Der Renaissancestil wurde mit heimischer Tradition gemischt. 1475–1479 leitete der Bologneser Architekt Aristotele Fioravanti den Neubau der Uspenski-Kathedrale; sie liegt im Moskauer Kreml.
1485 beauftragte Iwan III. den Architekten Aloisio da Milano mit dem Bau des Terem-Palastes im Kreml sowie mit dem Bau mehrerer Wehrtürme für die Kremlmauer. Ebenfalls für den Kreml ließ er ab 1492 den Facettenpalast errichten, und zwar unter der Leitung der italienischen Baumeister Marco Ruffo und Pietro Antonio Solari. 1505–1509 ließ Iwan III. zwölf Kirchen durch Aleviz Novyi bauen, darunter die Erzengel-Michael-Kathedrale.

### Kroatien
Kroatien war im 15. Jahrhundert in drei souveräne Staaten geteilt. Der nördliche Teil mit Slowenien gehörte zum Königreich Ungarn, Dalmatien, mit Ausnahme des unabhängigen Dubrovnik, stand unter der Herrschaft Venedigs. Die Kathedrale des Heiligen Jakob (Šibenik) wurde ab 1441 noch gotisch durch Giorgio da Sebenico erbaut. Ab 1477 bis 1505 vollendeten italienische Baumeister diese im Renaissancestil. Eine Besonderheit ist das ungewöhnliche Tonnengewölbe, das aus Steinplatten gebaut wurde.

## Die Nachwirkung der Architektur der Renaissance
Es gab mehrere „Wiedergeburten“ der Renaissance. So lässt sich der Klassizismus, als Abgrenzung von der überladenen Architektur des Barock und des Rokokos, als ein Rückgriff auf die römische und auch griechische Antike begreifen. Die Unterscheidung klassizistischer und Neorenaissance-Bauten ist mitunter schwierig.
In England bewirkte Richard Boyle, 3. Earl of Burlington, (1694–1753) eine erneute intensive Beschäftigung mit Vitruv und Palladio. Er ließ deren Schriften ins Englische übertragen, wofür er Illustrationen neuer englischer Bauwerke anfertigen ließ, deren Bau er größtenteils finanzierte: Das Burlington House ab 1719 diente ihm zunächst als eigenes Wohnhaus in London und beherbergt heute die Royal Academy of Arts. Das Chiswick House, erbaut 1726 bis 1729, heute London, ist eine Neuinterpretation von Palladios La Rotonda. Durch das gemeinsame Studium der Schriften Plinius des Jüngeren mit William Kent entwickelte er den englischen Landschaftsgarten. In der Folge kam es in England zu zahlreichen Nachbauten von Palladios Villen und Paläste.
In Deutschland wurde der Wörlitzer Park maßgebend vom Architekten Friedrich Wilhelm von Erdmannsdorff (1736–1800) gestaltet. Obwohl das Schloss eindeutig klassizistisch ist, sind zahlreiche Nebengebäude nur als Rückgriff auf die Antike und Renaissance und hier besonders Palladio zu verstehen. Die Bogenbrücke, erbaut 1776, scheint direkt aus Palladios „Vier Bücher der Architektur“ entnommen zu sein. In Hamburg, genauer im damals dänischen Altona, baute sich der dänische Architekt Christian Frederik Hansen ein Haus ganz im Stil Palladios. Mitte des 19. Jahrhunderts gestaltete Gottfried Semper in Dresden das Semperforum, so orientiert er sich für die Sempergalerie an Vasaris Uffizien in Florenz.

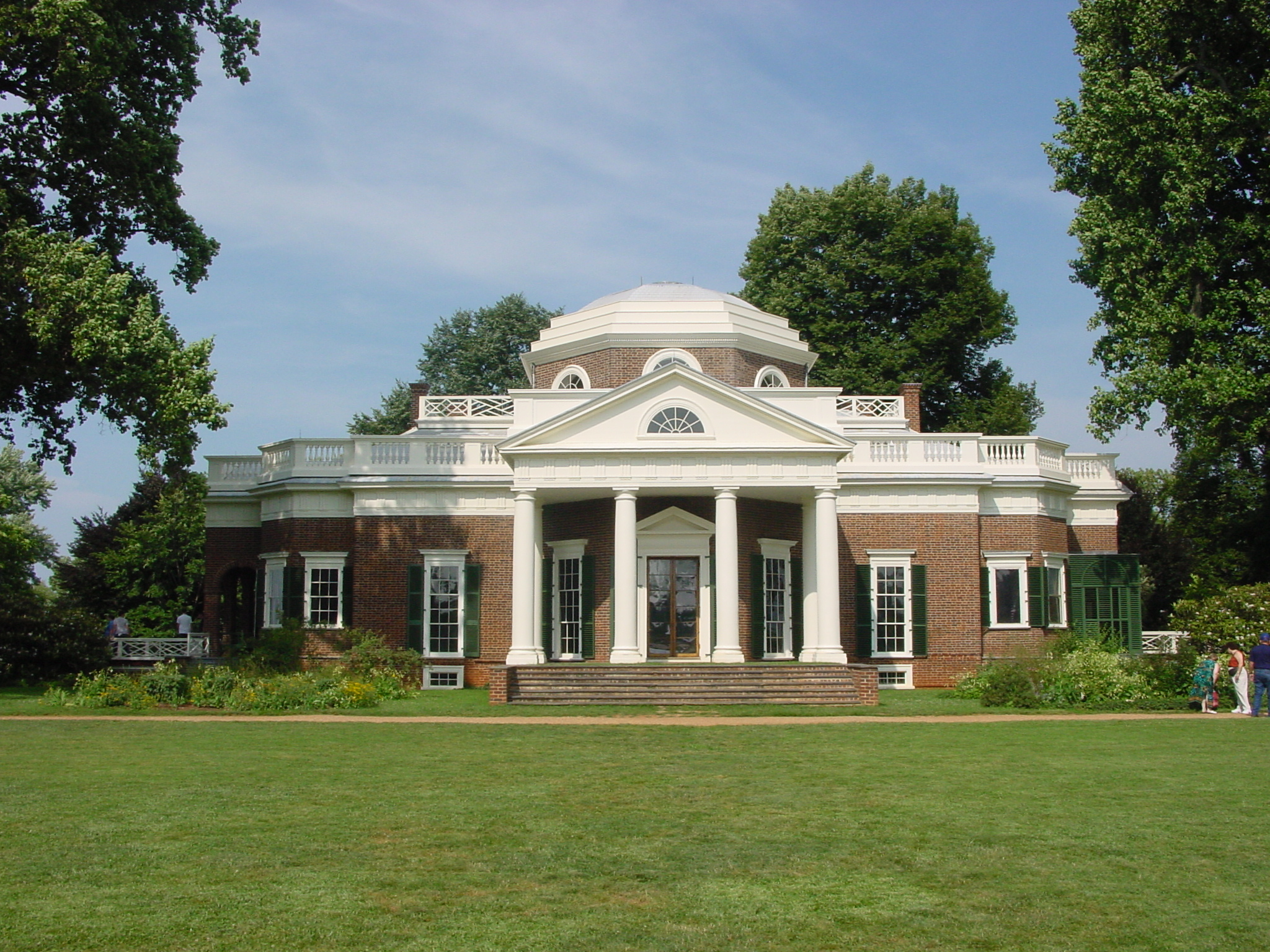
Monticello in Virginia

In den neu gegründeten USA wurde der spätere dritte Präsident Thomas Jefferson, zunächst Botschafter in Paris, von der Palladio-Rezeption beeinflusst. Er nutzt diese Stellung für Studienreisen in Norditalien. Sein Wohnhaus Monticello in Virginia gestaltet er nach Palladios La Rotonda. Sein architektonisches Mitwirken am Bau des Kapitols und dem Bau des Weißen Hauses in Washington ist dokumentiert. Die Kuppel des Kapitols weist deutlich auf das Vorbild des Petersdoms hin.
Im 19. Jahrhundert wurden im Neohistorismus nahezu alle Kunstepochen revitalisiert; auch die Renaissance wurde mit neuen Baumethoden neuinterpretiert. 1841 schuf Charles Barry mit dem Neubau des Reform Club in London eine kleinere Version des Palazzo Farnese. In Paris schuf Charles Garnier zwischen 1860 und 1875 die nach ihm benannte Opéra Garnier.

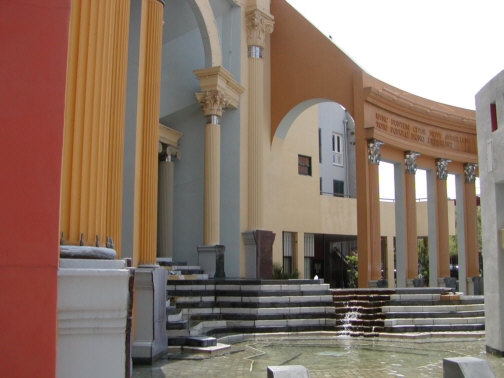
Piazza d’Italia in New Orleans

In der Postmoderne (ab 1960 zunächst in der Literatur, ab 1980 in der Architektur) wird die Renaissance Teil der zeitgenössischen Architektur. In New Orleans entwarf Charles Willard Moore (1925–1993) mit der Piazza d’Italia eine fröhliche, fast comicartige Neuinterpretation der Renaissance. Weitere Architekten, die sich in ihren Arbeiten mit der Renaissance auseinandersetzten, sind unter anderem Ricardo Bofill, der 1985 mit seiner Wohnsiedlung in Marne-la-Vallée, Paris, die Renaissance neu dimensionierte, Rob Krier, Phillip Johnson und viele andere. Oswald Mathias Ungers (1926–2007) bezog sich in seinen Entwurf für die Galerie der Gegenwart als Teil der Hamburger Kunsthalle direkt auf Palladios La Rotonda. Die Rotunde in Palladios Gebäudemitte mutiert bei Ungers zu einem Quadrat.